# Dolores del Río
María de los Dolores Asúnsolo y López Negrete (Victoria de Durango, 3 de agosto de 1904-Newport Beach, California, 11 de abril de 1983), conocida como Dolores del Río, fue una actriz mexicana. Con una carrera de más de cincuenta años en el mundo del entretenimiento, es reconocida como la primera actriz hispanoamericana en lograr reconocimiento en Hollywood, donde consolidó una destacada carrera en las décadas de 1920 y 1930. También es considerada como una de las figuras principales de la Época de Oro del cine mexicano en las décadas de 1940 y 1950.
Después de ser descubierta en México, Dolores comenzó su carrera en Hollywood en 1925. Alcanzó reconocimiento al estelarizar películas como Resurrection (1927), Ramona (1928) y Evangeline (1929). Del Río llegó a ser considerada como una especie de versión femenina de Rodolfo Valentino, una «Latin Lover femenina», en su paso por la era del cine mudo estadounidense.
Con la llegada del cine sonoro, Dolores actuó en numerosas películas en géneros como el drama, comedia romántica y musicales. Entre sus filmes más sobresalientes de esta etapa de su carrera destacan Bird of Paradise (1932), Flying Down to Rio (1933) y Madame Du Barry (1934). A principios de la década de 1940, cuando su carrera en Hollywood comenzaba a declinar, Del Río decide regresar a México y unirse a la industria fílmica de su país natal, que en ese momento estaba en su apogeo. 
Dolores se convirtió en una de las figuras más destacadas del cine mexicano. Una serie de películas protagonizadas por Del Río, son consideradas como clásicos y ayudaron a promover la cinematografía mexicana alrededor del mundo. De estas películas sobresalen títulos como Flor silvestre (1943), María Candelaria (1943), Las abandonadas (1944), Bugambilia (1945) y La malquerida (1949).
Dolores permaneció activa en el cine mexicano durante las décadas de 1940 y 1950. En 1960 regresó a Hollywood. En los próximos años, alternó sus participaciones en el cine mexicano y estadounidense. Desde finales de la década de los cincuenta y hasta principios de la década de los setenta, encabezó algunas producciones teatrales y apareció en algunas series de televisión estadounidenses. 
Del Río es considerada figura mítica del espectáculo, tanto en Latinoamérica como en los Estados Unidos y representación, por excelencia, del rostro femenino de México alrededor del mundo.

## Biografía y carrera

### 1904-1925: primeros años y matrimonio

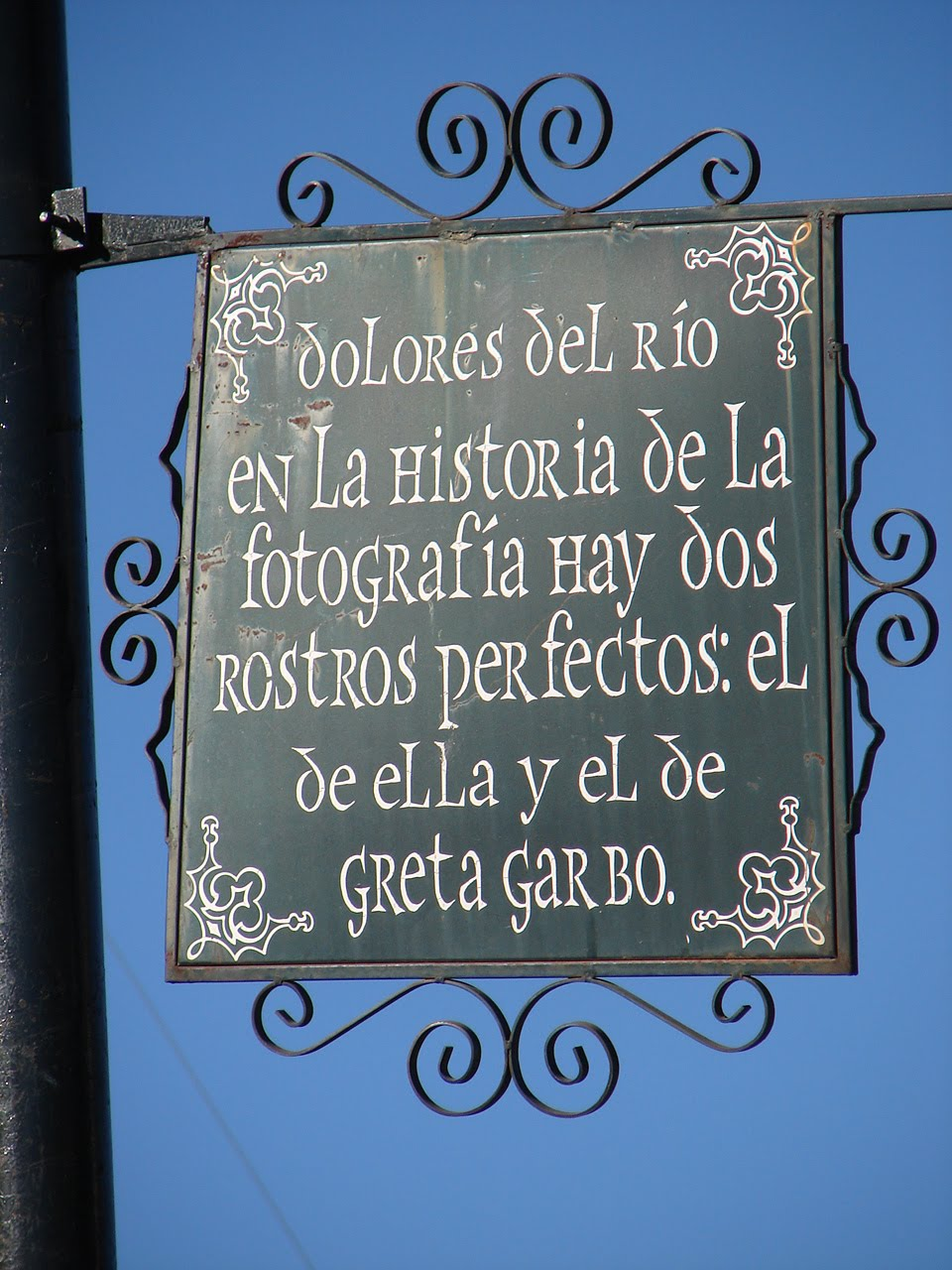
Placa conmemorativa en la casa donde nació, ubicada en Durango, 2016.

María de los Dolores Asúnsolo y López Negrete, nació el 3 de agosto de 1904 en Victoria de Durango siendo hija de Jesús Leonardo Asúnsolo Jacques, quien a su vez era hijo de acaudalados granjeros y director del Banco de Durango, y de Antonia López Negrete, que pertenecía a una de las familias más ricas del país, cuyo linaje se remontaba a España y la nobleza virreinal.
Sus padres eran miembros de la aristocracia mexicana que existía durante el Porfiriato (periodo en la historia de México cuando el dictador Porfirio Díaz era presidente). Por parte de su madre, era prima del cineasta Julio Bracho y de los actores Ramón Novarro (uno de los «Latin Lovers» del cine mudo) y Andrea Palma (otra actriz del cine mexicano). Por parte de su padre, era prima del escultor mexicano Ignacio Asúnsolo y de la activista social y modelo María Asúnsolo. También fue tía de la actriz Diana Bracho. Esta última causó polémica cuando durante el Festival Internacional de Cine de Guadalajara FICG26 en 2011, declarara que Dolores del Río había sido una «pésima actriz».
La familia de Dolores perdió todos sus bienes durante la Revolución mexicana que abarcó de 1910 a 1920. Las familias aristocráticas de Durango se vieron amenazadas por la insurrección que encabezaba Pancho Villa en la región. La familia Asúnsolo decidió escapar. El padre de Dolores decidió escapar a Estados Unidos, mientras que ella y su madre huyeron a la Ciudad de México en un tren, disfrazadas como campesinas. En 1912, la familia Asúnsolo se reunió en la Ciudad de México y vivió bajo la protección del entonces presidente Francisco I. Madero, quien era primo de Antonia, sobre esto ella declaró lo siguiente: 

«Era muy pequeña cuando mi mamá me trajo a la capital a conocer a su primo don Panchito, como le llamaba cariñosamente, Madero, entonces Presidente de la República, quien me sentaría en sus rodillas y me regalaría un enorme globo rojo.»

En esta etapa de la revolución, también vivió el ataque conocido como la decena trágica, llevado a cabo en febrero de 1913, el cual consistió en un golpe de Estado militar para derrocar a Francisco I. Madero de la presidencia de México, comentando lo siguiente: 

«...Las tropas lucharon ferozmente desde las azoteas y las avenidas y en tales ocasiones, cuando el peligro arreciaba, nos refugiábamos en el escondrijo del entresuelo de la casa de mis padres.»

Dolores asistió al Colegio Francés de Saint-Joseph (San José), ubicado en Ciudad de México. También desarrolló un gran gusto por la danza, gusto que le fue despertando cuando su madre la llevara a una de las presentaciones de la bailarina rusa Ana Pavlova, en donde quedó fascinada al verla bailar y decidió convertirse ella misma en bailarina. Ella confirmó su vocación luego de presenciar una de las danzas interpretativas de la bailarina Antonia Merce "La Argentina" en la Ciudad de México. Dolores convenció a su madre para que la inscribiera en clases de baile con la maestra Felipita López. En esa época, Dolores sufría de una gran inseguridad y una especie de complejo de "patito feo". Fue por ello, que su madre solicitó al artista Alfredo Ramos Martínez  (famoso pintor de la aristocracia mexicana de la época), que le realizara un retrato, mismo que le ayudó a superar sus inseguridades.
En 1921, Dolores asistió a un baile organizado por un grupo de señoras de sociedad a beneficio de un hospital. Allí conoció al aristócrata Jaime Martínez del Río y Viñet, perteneciente a una de las familias más ricas de la época. Ambos comenzaron un romance, y tras solo dos meses de noviazgo, decidieron casarse en una ceremonia realizada el 11 de abril de 1921 en el rancho La Hormiga, una de las propiedades de la familia Martínez del Río. Fue de él de quien heredó su apellido artístico y quien le permitió seguir disfrutando del nivel socioeconómico al que ella estaba acostumbrada.
Su luna de miel junto a Jaime duró dos años y la llevaron a cabo viajando por Europa, donde en una parada por España, Dolores bailó para los reyes de España, quienes quedaron fascinados al verla realizar una función de danza para los soldados de la guerra en Marruecos. Al volver a México, Jaime decidió dedicarse al cultivo del algodón en la Hacienda Las Cruces, en Nazas, Durango. Sin embargo, una estrepitosa caída en el mercado mundial de algodón en 1924, provocó una crisis económica para ambos, y tuvieron que instalarse en la Ciudad de México bajo el amparo económico de sus respectivas familias. Por su parte, ella tuvo que vender sus joyas para tratar de recuperar un poco de la fortuna que había perdido junto a su esposo. Además de esto, Dolores estaba embarazada cuando volvieron al país y tuvo complicaciones que no pudieron superarse, las cuales le provocaron un aborto involuntario, tras el cual los médicos le recomendaron no volverse a embarazar, quitándole la posibilidad de tener hijos.

### 1925-1929: cine mudo
A principios de 1925, el pintor Adolfo Best Maugard, intimo amigo de Dolores y su esposo, visitó su casa acompañado por el cineasta estadounidense Edwin Carewe, director influyente en el estudio First National Pictures, quién se encontraba en México por la boda de los actores Bert Lytell y Claire Windsor. Carewe quedó fascinado con Dolores y se decidió a conquistarla, así que invitó a la pareja a trabajar en Hollywood. Carewe convenció a Jaime diciéndole que podría convertir a su esposa en una estrella de cine, «el equivalente femenino de Rodolfo Valentino.» Jaime pensó que esta propuesta podría poner fin a sus apuros económicos. En el fondo, el también podría cumplir su viejo sueño de escribir guiones en Hollywood. Rompiendo con todos los cánones de la sociedad mexicana en ese momento y en contra de los deseos de sus familias, a excepción de su madre, Dolores y su esposo viajaron en tren a Estados Unidos para iniciar una carrera en el cine. Llegaron a Hollywood el 27 de agosto de 1925. Dolores fue contratada por Carewe, quién comenzó a fungir como su agente, mánager, productor y director. Su nombre fue acortado a «Dolores Del Rio» (con una letra «D» mayúscula incorrectamente colocada en la palabra «del»). Buscando conseguirle una amplia publicidad para llamar la atención del público, Carewe hizo un reportaje dedicado a Dolores en las principales revistas de Hollywood que decía:

«Dolores Del Río, la heredera y Primera Dama de la Alta Sociedad mexicana, ha llegado a Hollywood con un cargamento de chales y peinetas valuados en 50.000 dólares (se dice que es la muchacha más rica de su país gracias a la fortuna de su marido y la de sus padres). Hará su debut en la película Joanna, dirigida por su descubridor Edwin Carewe.»

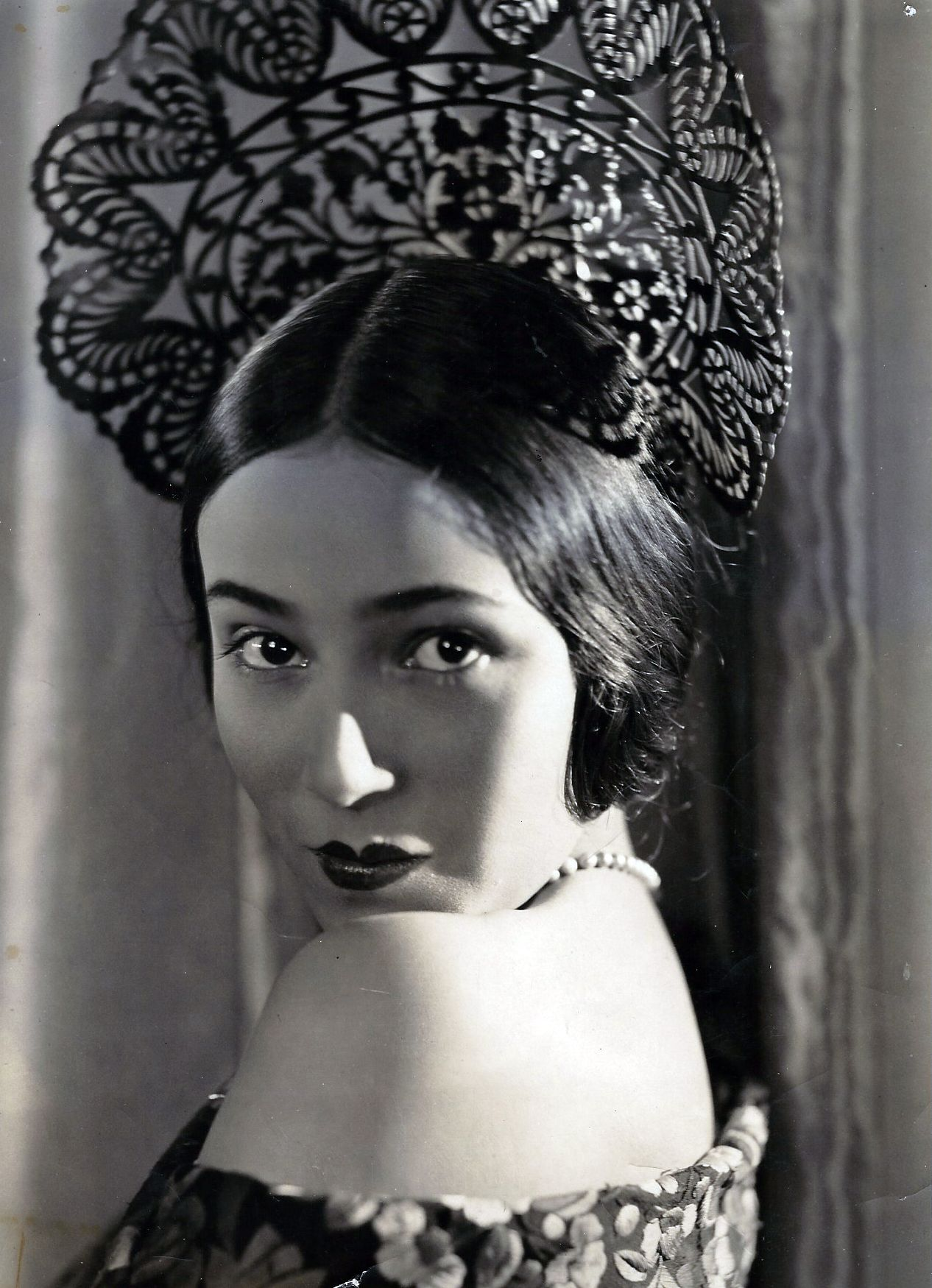
En Joanna (1925).

Joanna se estrenó a finales de 1925. En la película también conocida en español como «Joanna, la muñequita millonaria», Dolores interpretó el papel de Carlotta Da Silva, una condesa española, pero sólo apareció durante cinco minutos. Hoy en día este filme es considerado una película perdida, ya que no existen copias ubicadas en ningún archivo fílmico.
Mientras continuaba con su campaña publicitaria para del Río, Carewe la colocó en un papel secundario en la cinta High Steppers (1926), que protagonizaba la actriz Mary Astor. Finalmente, Carl Laemmle, director de Universal Pictures, la invitó a actuar en la comedia The Whole Town's Talking (1926). Estos pequeños trabajos dentro del cine le permitieron a ella y a su esposo a reponerse de sus problemas económicos después de haber perdido todo su patrimonio, sin embargo, Dolores comenzaba a desilusionarse debido a los reducidos papeles que estaba teniendo. Logró conseguir su primer papel protagónico en la comedia Pals First (1926), bajo la dirección de Carewe.

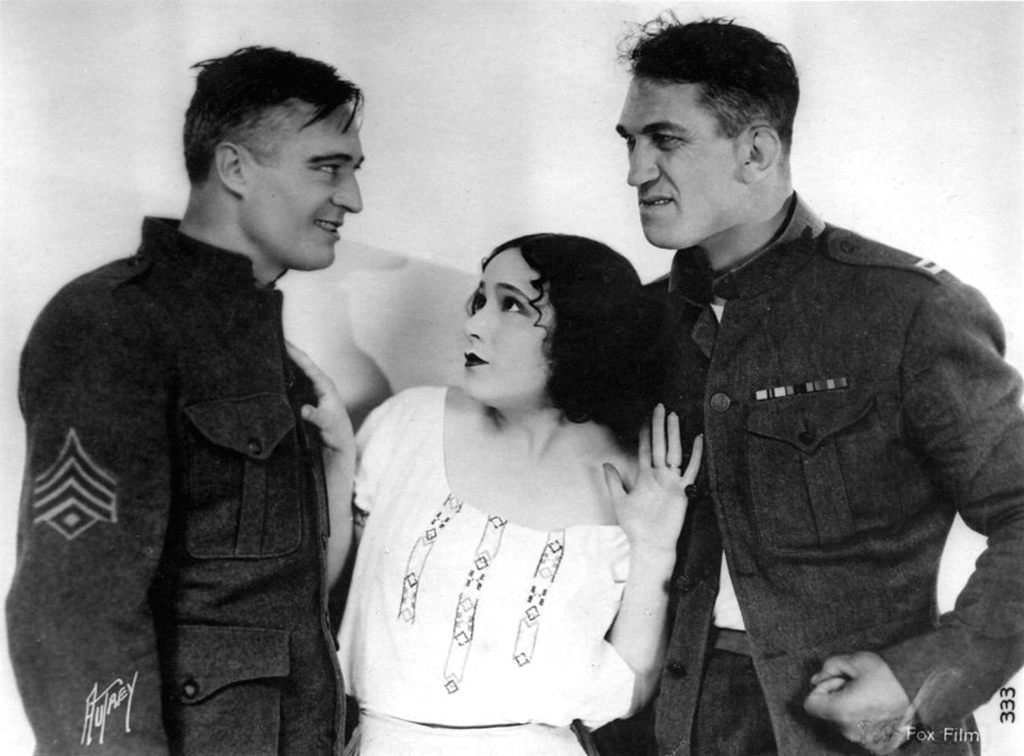
Junto a Victor McLaglen (derecha) y Edmund Lowe (izquierda), en What Price Glory? (1926).

El director de cine Raoul Walsh llamó a del Río para incluirla en la película de guerra What Price Glory? (1926). La cinta fue un éxito comercial, convirtiéndose en el segundo título más taquillero del año, recaudando casi $2 millones solo en los Estados Unidos. En ese mismo año, gracias al notable progreso de su carrera, Dolores fue seleccionada como una de las WAMPAS Baby Stars de 1926 (una campaña promocional financiada por la Western Association of Motion Picture Advertisers en los Estados Unidos, con la cual se galardonaba a trece jóvenes actrices cada año, escogidas por ser las más prometedoras del panorama cinematográfico del momento), junto con otras actrices debutantes como  Joan Crawford, Mary Astor, Janet Gaynor y Fay Wray, entre otras.
En 1927, Dolores firmó un contrato con United Artists y actuó para ellos en la película producida y dirigida por Carewe titulada Resurrection, basada en la novela homónima de Leo Tolstoy. Del Río fue seleccionada como la heroína y Rod La Rocque como protagonista masculino. Debido al éxito de esta película, la 20th Century Fox la llamó para estelarizar la película The Loves of Carmen (1927), también dirigida por Raoul Walsh. En 1928, de nuevo bajo la batuta de la Fox, Dolores protagonizó la película No Other Woman, dirigida por Lou Tellegen.

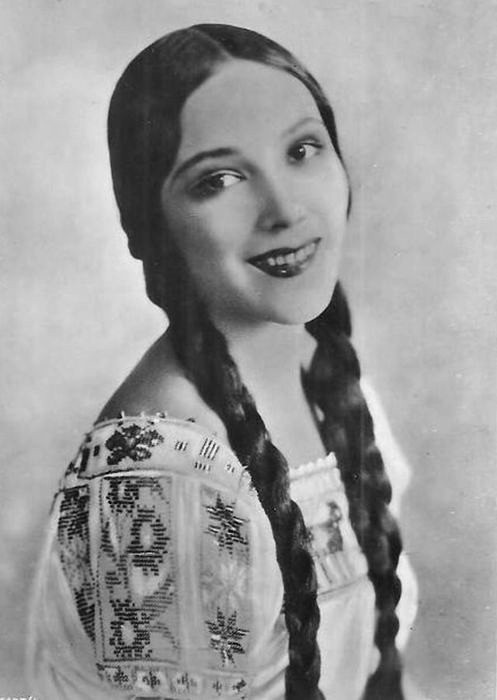
En Ramona (1928).

Cuando la actriz Renée Adorée comenzó a mostrar síntomas de tuberculosis, Dolores fue elegida para reemplazarla en el papel principal de la película de la Metro-Goldwyn-Mayer The Trail of '98 (1928), dirigida por Clarence Brown. La película fue un gran éxito y recibió reseñas favorables de los críticos. En ese mismo año (1928), de nuevo con la United Artists, Dolores filma la tercera versión cinematográfica de la exitosa novela Ramona, dirigida por Carewe. El éxito de la película se vio favorecido por el tema principal de la cinta, el cual fue escrito por L. Wolfe Gilbert e interpretado y grabado por Dolores. Ramona fue la primera película de United Artists con una partitura y un efecto de sonido sincronizados.
A finales de 1928, Hollywood estaba preocupado por la conversión a películas sonoras. El 29 de marzo, en el bungaló de Mary Pickford, United Artists reunió a Pickford, Dolores, Douglas Fairbanks, Charles Chaplin, Norma Talmadge, Gloria Swanson, John Barrymore y D. W. Griffith para hablar en el programa de radio The Dodge Brothers Hour y demostrar que podían afrontar el desafío de las películas habladas. Dolores sorprendió al público al cantar Ramona demostrando ser una actriz con dotes para el cine sonoro.
Aunque su carrera floreció, su vida personal estaba en ruinas, debido a los problemas que tenía con Jaime Martínez del Río, su marido. Después de meses de rumores, el 8 de junio de 1928 ambos concretan el divorcio. Jaime murió unos meses más tarde en Alemania. Como si esto no fuera suficiente, del Río tuvo que sufrir un acoso incesante por parte de su descubridor, Edwin Carewe, quien no cesaba en su intento por conquistarla.

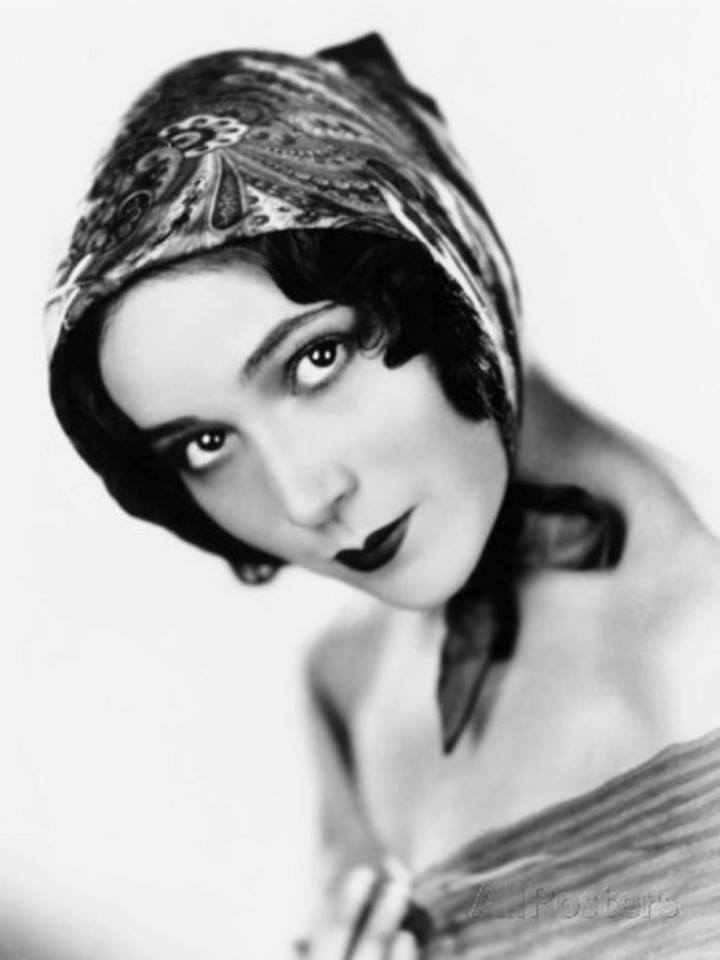
En Evangeline (1929).

A pesar de estas situaciones, del Río continuó su carrera y realizó su tercera película con Raoul Walsh titulada, The Red Dance (1928). Su siguiente proyecto fue Evangeline (1929), una nueva producción de United Artists también dirigida por Carewe e inspirada en el poema épico de Henry Wadsworth Longfellow. La cinta estuvo acompañada de un tema musical escrito por Al Jolson y Billy Rose e interpretado por Dolores. Al igual que Ramona, el filme se estrenó con una selección de discos de Vitaphone con diálogos, música y efectos de sonido.
Edwin Carewe continuó con su acoso y tenía la ambición de casarse con ella, con la intención de que se convirtieran en una famosa pareja de Hollywood. Carewe preparó su divorcio de su esposa Mary Atkin y sembró falsos rumores en las campañas de sus películas. Pero durante el rodaje de  Evangeline , United Artists convenció a del Río de separarse artística y profesionalmente de Carewe, quien aún tenía un contrato exclusivo con ella.
En Nueva York, tras el exitoso estreno de Evangeline, Dolores declaró a los reporteros: «El señor Carewe y yo solo somos amigos y compañeros en el arte del cine. No me casaré con el señor Carewe». Finalmente, canceló su contrato con él. Furioso, Carewe presentó cargos penales contra Dolores. Aconsejada por los abogados de United Artists, ella llegó a un acuerdo con Carewe fuera de los tribunales. A pesar de este acuerdo, Carewe inició una campaña en su contra. Para eclipsarla, filmó una nueva versión sonora de Resurrection protagonizada por Lupe Vélez, otra popular estrella mexicana y presunta rival de Dolores. Aunque a pesar de sus esfuerzos por destruir su carrera, ella ya contaba con una amplía cinematografía y tenía amistades con las mayores estrellas dentro de Hollywood, haciendo imposible su venganza.
Tras separarse profesionalmente de Carewe, del Río comenzó a prepararse para el rodaje de su primera película sonora titulada The Bad One (1930), dirigida por George Fitzmaurice. La cinta se estrenó en junio de 1930 con gran éxito. Los críticos dijeron que del Río podía hablar y cantar en inglés con un acento encantador. Era una estrella adecuada para el cine sonoro.

### 1930-1936: cine sonoro
En 1930, del Río conoció a Cedric Gibbons, un director artístico de Metro-Goldwyn-Mayer y uno de los hombres más influyentes en Hollywood, en una fiesta celebrada en el Castillo Hearst. La pareja comenzó un romance y finalmente se casaron el 6 de agosto de 1930. Poco después de su matrimonio, del Río enfermó gravemente con una fuerte infección renal. Los médicos le recomendaron reposo prolongado en cama. Esto provocó el fin de su contrato con United Artists. Cuando recuperó su salud, fue contratada de manera exclusiva por RKO Pictures. Su primera película con la compañía fue Girl of the Rio (1932),dirigida por Herbert Brenon.

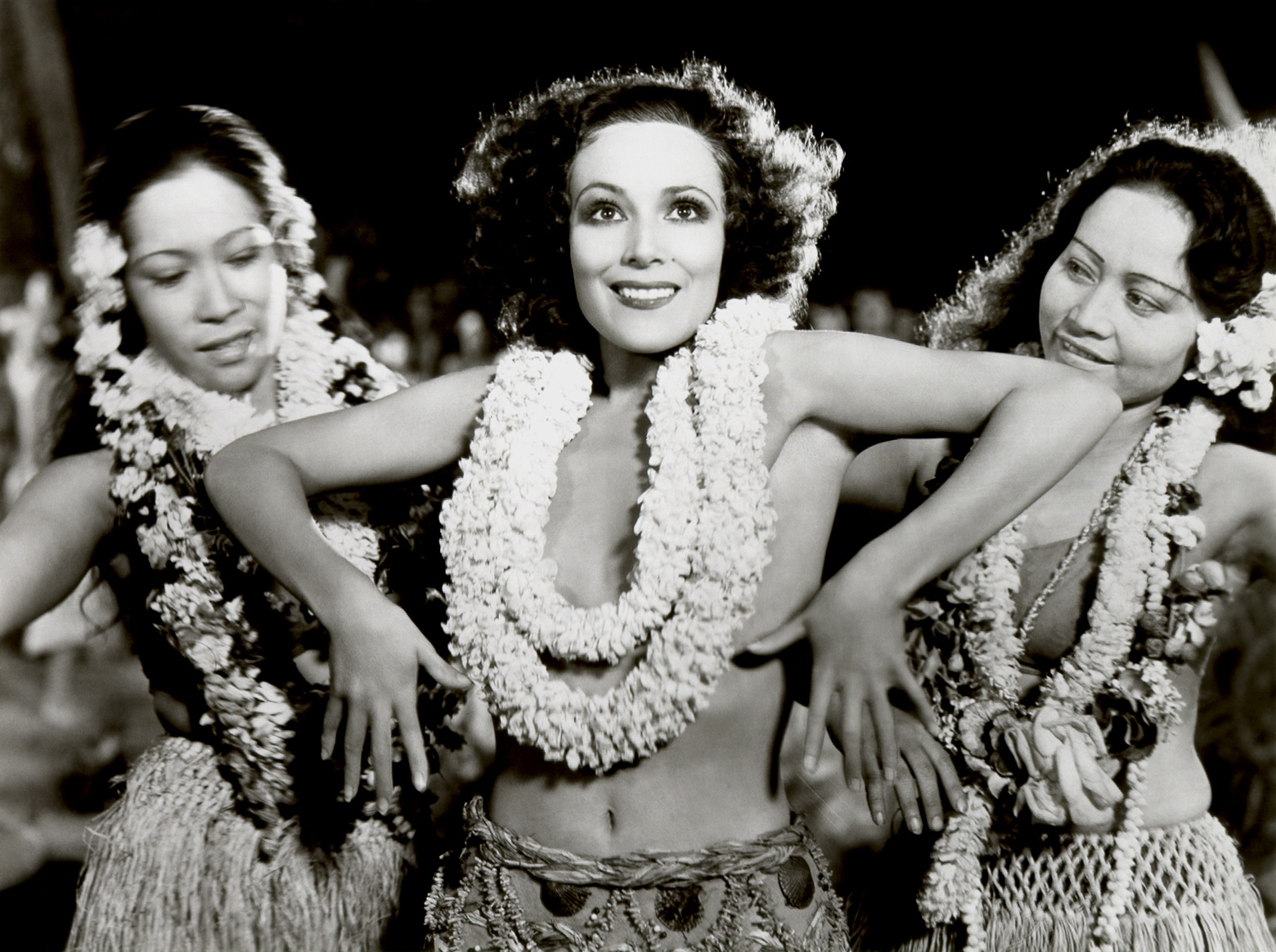
En Bird of Paradise (1932).

El productor David O. Selznick llamó al cineasta King Vidor y le dijo: «Quiero a Del Río y a Joel McCrea en una historia de amor en los Mares del Sur. No tengo una historia para la película, pero asegurate de que termine con ella saltando al interior de un volcán». Bird of Paradise (1932), se filmó en Hawái y Dolores se convirtió en una hermosa nativa de una isla de los Mares del Sur. La película se estrenó el 13 de septiembre de 1932 en Nueva York, obteniendo excelentes críticas. Bird of Paradise creó un escándalo cuando fue estrenada debido a una escena que presentaba a Dolores y a McCrea nadando desnudos. Este filme fue realizado antes de que se aplicara estrictamente el Código Hays, por lo que se permitía cierto grado de desnudez en las películas estadounidenses.
Como RKO obtuvo el resultado que esperaba, rápidamente decidieron que Dolores estelarizara otra película, una comedia musical dirigida por Thornton Freeland titulada: Flying Down to Rio (1933). En la cinta, Fred Astaire y Ginger Rogers aparecieron por primera vez como compañeros de baile. En la película Dolores aparece bailando con Astaire un intrincado número de baile llamado Orchids in the Moonlight (Orquídeas a la luz de la Luna). En este filme, del Río se convirtió en la primera actriz en usar un traje de baño de dos piezas en pantalla. Pero después del estreno, RKO se vio preocupada por sus problemas financieros y decidió no renovar el contrato de Dolores.
Jack Warner le ofreció un papel protagónico en dos películas para Warner Bros. La primera fue la comedia musical Wonder Bar (1934), dirigida por Lloyd Bacon. Busby Berkeley fue el coreógrafo y Al Jolson su coprotagonista. Poco a poco, Dolores y Jolson fueron robándose el protagonismo. El personaje de Dolores creció, mientras que el de Kay Francis, la otra estrella en la cinta, se redujo. El filme fue lanzado en marzo de 1934 y fue un éxito para la Warner.

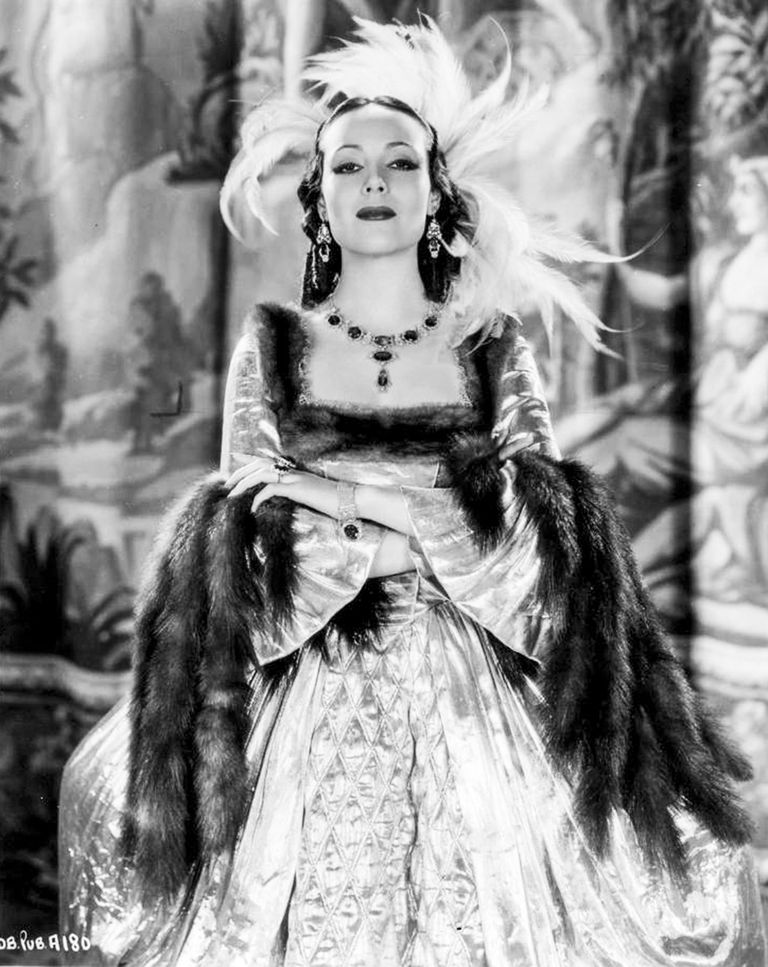
Caracterizada como Madame du Barry, en Madame Du Barry (1934).

La segunda película de Dolores con Warner fue Madame Du Barry (1934) con del Río como protagonista y William Dieterle como director. Dieterle se centró en su belleza con ayuda de un guardarropa extraordinario diseñado para Dolores por Orry-Kelly (considerado uno de los más bellos y caros de esa época). Pero Madame Du Barry fue una causa importante de disputa entre el estudio y la oficina del Código Hays, principalmente porque presentó a la corte de Luis XV como una farsa sexual centrada alrededor de Dolores. El filme fue severamente mutilado por la censura y no tuvo el éxito esperado. Aun así, la película es considerada una de las cintas más populares de Dolores durante su período en el cine hollywoodense.
En ese año, Dolores, junto a Ramón Novarro y Lupe Vélez, asistieron a una proyección especial de la película mexicana ¡Que viva México!. La película fue dirigida por Sergei Eisenstein y fue acusada de promover el comunismo en California con sentimiento nacionalista y connotaciones socialistas. Fue la primera vez que Dolores fue acusada de comunista en Estados Unidos, circunstancia que finalmente tendría consecuencias en su carrera dentro de la industria cinematográfica estadounidense.
Warner la volvió a llamar en 1935 para protagonizar en otra comedia musical titulada In Caliente (1935), donde interpretó a una sensual bailarina mexicana que tiene una aventura con el personaje del actor Pat O'Brien. Casi al mismo tiempo, protagonizó el filme I Live for Love (1935), con Busby Berkeley como director. La película no tuvo números de baile y Berkeley se centró en su glamour con un vestuario sofisticado. La última película que hizo con Warner fue The Widow from Monte Carlo (1936), la cual paso desapercibida.

### 1937-1942: declive profesional en Hollywood
Con el apoyo de Universal Studios, en 1937 del Río filmó The Devil's Playground (1937) junto a Chester Morris y Richard Dix. Sin embargo, a pesar de la popularidad de las tres estrellas, la cinta fue un fracaso. Dolores decidió emigrar y firmar un contrato con 20th Century Fox para protagonizar en dos películas con George Sanders. Apareció con él en Lancer Spy (1937) e International Settlement (1938). Ambos filmes fueron un fracaso de taquilla. Estos fracasos cinematográficos la llevaron a centrarse en la publicidad, y se hizo conocida por sus anuncios en «Lucky Strike» (una marca de cigarros) y «Max Factor» (una marca de maquillaje).
Cedric Gibbons uso su influencia con Metro-Goldwyn-Mayer y obtuvo para Dolores el papel principal en la película de 1940 The Man from Dakota (1940). Pero a pesar de su puesto en el estudio, Gibbons nunca pudo ayudar a su esposa a lograr obtener un perfil más alto, ya que las figuras principales de esa compañía en ese momento eran Greta Garbo, Norma Shearer, Joan Crawford y Jean Harlow. Los ejecutivos del estudio admiraban la belleza de Dolores, pero su carrera no les interesaba, ya que en ese período, las estrellas latinas tenían pocas oportunidades de brillar en su compañía. Dolores fue colocada en una lista titulada «box office poison (veneno de taquilla)», (junto a estrellas como Joan Crawford, Greta Garbo, Katharine Hepburn, Marlene Dietrich, Mae West entre otros). La lista fue enviada a los periódicos de Los Ángeles por un cine independiente cuyo punto era que los altos salarios y la popularidad de estas estrellas, no contrarrestaron las bajas ventas de boletos para sus películas.

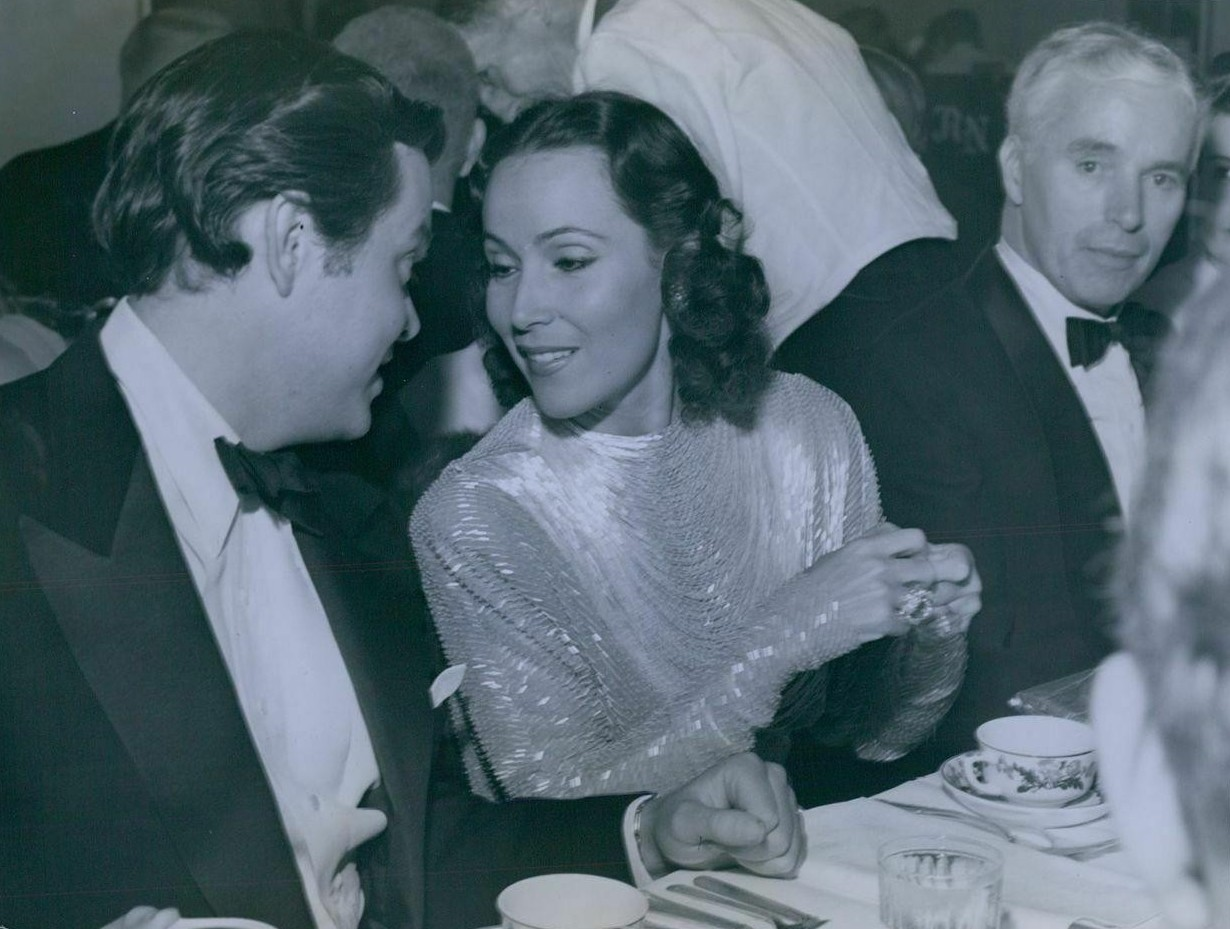
Fotografiada junto a Orson Welles (izquierda) y Charles Chaplin (derecha), en una fiesta de 1941.

En medio del declive de su carrera, ese mismo año, Dolores conoció al actor y cineasta Orson Welles en una fiesta organizada por Darryl Zanuck. La pareja sintió una atracción mutua y comenzó un romance discreto, que provocó el divorcio entre Dolores y Gibbons. Mientras buscaba la manera de retomar su carrera, Dolores acompañó a Welles en sus espectáculos por Estados Unidos, trabajos en radio y presentaciones en el Mercury Theatre. Ella estuvo a su lado durante el rodaje y la controversia de Citizen Kane (1941). La película, considerada hoy una obra maestra, provocó un escándalo mediático al dirigir una crítica abierta contra el magnate de medios de comunicación William Randolph Hearst, quien comenzó a boicotear los proyectos de Orson.
A principios de 1942, Dolores comenzó a trabajar en Journey into Fear (1943) con Norman Foster como director y Welles como productor. Su relación con Welles, en medio del escándalo de Citizen Kane, de alguna manera la afectó, ya que su personaje fue drásticamente reducido en la película. Nelson Rockefeller, a cargo de la Política del Buen Vecino (y también asociado con RKO a través de sus inversiones familiares), contrató a Welles para visitar Sudamérica como embajador de buena voluntad con el fin de contrarrestar la propaganda fascista. Welles dejó la cinta cuatro días después y viajó a Río de Janeiro como parte de su gira de buena voluntad. Welles, se metió de lleno en la filmación del carnaval en Río de Janeiro y se comportó de manera promiscua y vulgar. La noticia llegó pronto a los Estados Unidos. Ofendida e indignada, Dolores decidió terminar su relación con Welles a través de un telegrama que él nunca respondió. Semanas después, su padre falleció en México. Debido a estas crisis personales y profesionales, Dolores decidió regresar a México, comentando:

«Divorciada nuevamente, sin la figura de mi padre. Una película en la que apenas aparecía, y una en la que realmente me mostraban el camino del arte. Quería seguir el camino del arte. Dejar de ser estrella y convertirme en actriz, y eso solo lo pude hacer en México. Deseo elegir mis propias historias, mi propio director y camarógrafo. Puedo lograr esto mejor en México. Quería volver a México, un país que era mío y que no conocía. Sentí la necesidad de volver a mi país.»

### 1943-1956:Época de Oro del cine mexicano
Desde la década de 1930, Dolores ya había tenido acercamientos con el Cine mexicano. Ella fue considerada para estelarizar películas como La noche de los mayas (1939) y Santa (1943). Sin embargo, en esos momentos las circunstancias económicas no favorecieron su entrada al cine mexicano. Ella también mantuvo amistad con destacadas figuras del arte como Salvador Novo, Diego Rivera y Frida Kahlo. Después de su ruptura con Orson Welles, Dolores decide volver a México.
Dolores regresó a México en 1943, desilusionada del "American Star System", que la relegaba poco a poco a papeles secundarios; a su llegada le es ofrecido el papel protagónico del filme Flor Silvestre, dirigida por Emilio "El Indio" Fernández, quien era su admirador desde que trabajó como extra en una de sus películas de Hollywood. La cinta reunió a un exitoso equipo cinematográfico que consistió en Fernández como director, el fotógrafo Gabriel Figueroa, el guionista Mauricio Magdaleno y Dolores y Pedro Armendáriz como estrellas. Este equipo fílmico ayuda a consolidar la Época de Oro del cine mexicano. La película fue un gran éxito, permitiéndole a Dolores conservar su prestigio como actriz.
Ante el éxito rotundo de Flor Silvestre, el equipo fílmico rueda una de las obras maestras de Emilio Fernández: María Candelaria, filme que también contribuye a acrecentar el culto a Dolores como máxima diva del cine mexicano. El filme cuenta la historia de una indígena de la zona lacustre de Xochimilco que es despreciada por su propia gente. Emilio Fernández escribió el guion de la película en unas servilletas mientras se encontraba en un restaurante. Esto debido a que no tenía dinero para comprar un regalo a Dolores por su cumpleaños. El guion fue el regalo perfecto. Sin embargo, la filmación se volvió tensa debido a los enfrentamientos constantes entre Dolores y Emilio. El amor no correspondido de Emilio, derivó en acciones violentas contra Dolores. Sin embargo, la película fue todo un éxito internacional. Es la primera cinta mexicana en ser galardonada en el Festival de Cannes. Con su interpretación de la trágica heroína, Dolores se convierte en una suerte de símbolo nacional en México.

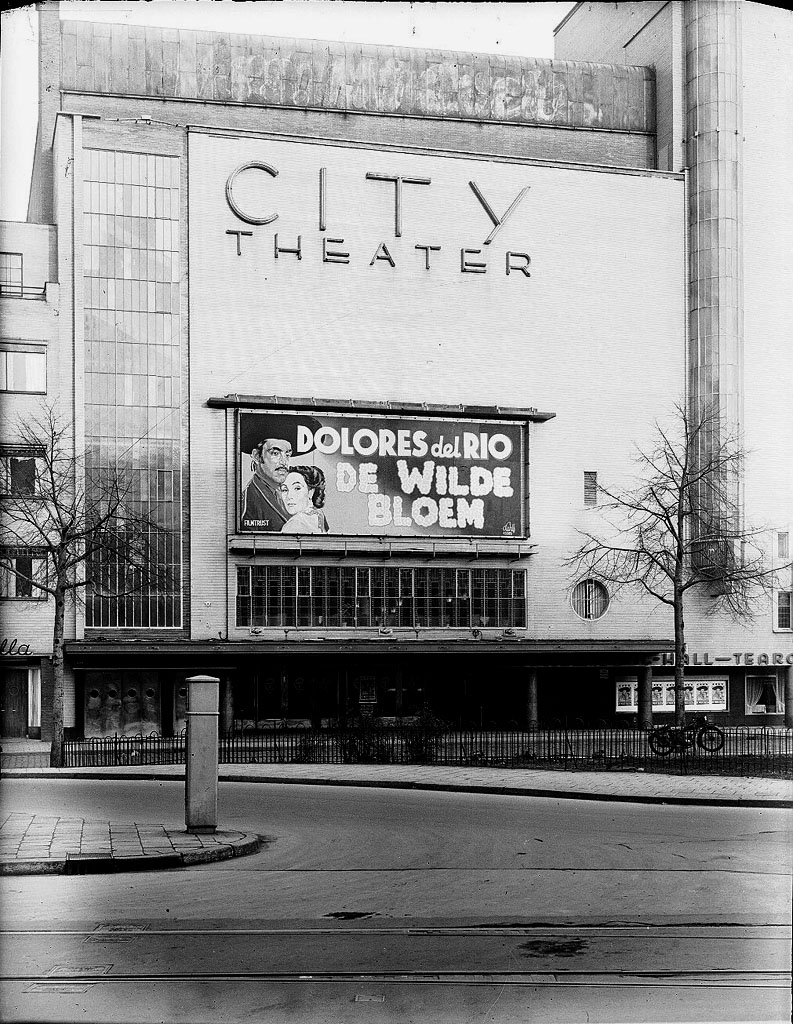
Póster publicitario para la película Bugambilia (1945), anunciando su exhibición en el City Theater ubicado en Kleine-Gartmanplantsoen, Ámsterdam, 1947.

Su tercer trabajo bajo la batuta de Fernández fue Las Abandonadas (1944). En la película Dolores interpreta el rol de una sufrida mujer que abandona a su hijo y cae en el mundo de la prostitución. Contenía referencias políticas que asustaron a la censura y estuvo a punto de ser prohibida. Por su interpretación, Dolores obtiene el primer Premio Ariel de su carrera fílmica en la categoría de Mejor actriz. Su cuarta película con Fernández y su equipo fue Bugambilia (1945), cinta romántica filmada en la ciudad de Guanajuato, y en la que Dolores muestra uno de los vestuarios más caros del cine mexicano de la época. Pero tras la filmación de esta última, Dolores decidió poner una pausa en su trabajo con Fernández. El amor no correspondido del director hacia la actriz, comenzaba a crear dificultades y un ambiente de tensión. En 1945, filmó  La selva de fuego, dirigida por Fernando de Fuentes. Según se cuenta, esta película llegó a ella por un «error de mensajería». El guion había sido escrito para María Félix, otra actriz mexicana contemporánea a ella. Por su parte, Félix recibió el guion de Vértigo, que había sido escrito para Dolores. Cuando las actrices descubrieron el error ya era demasiado tarde. Dolores estaba fascinada con interpretar un personaje diferente en su carrera, una mujer audaz que realizaba escenas candentes junto al actor Arturo de Córdova. A partir de este momento, la prensa comenzó a especular una fuerte rivalidad entre ambas artistas.

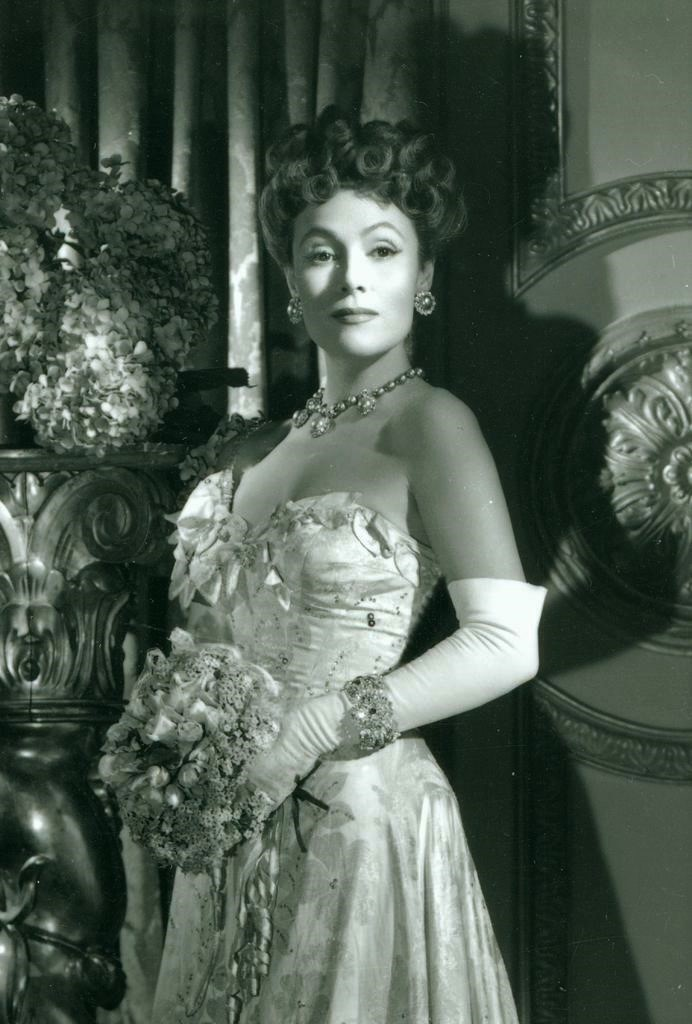
Posando para una fotografía tomada por Annemarie Heinrich, c. 1948.

En 1946, Dolores trabaja por primera vez bajo la batuta de Roberto Gavaldón en la película  La otra, donde causó revuelo al interpretar a unas hermanas gemelas. Gavaldón será la nueva mancuerna fílmica de Dolores tras su separación profesional con Emilio Fernández.
En 1947, el director estadounidense John Ford la contactó para participar en la película, The Fugitive. La cinta fue grabada en México y en la misma, Dolores interpretó una especie de María Magdalena enamorada de un sacerdote (interpretado por Henry Fonda); el proyecto fue criticado y señalado de ser comunista, ante lo que declaró para una entrevista con Hedda Hopper, que «no se encontraba preocupada, porque la polémica sumó millones de pesos a la ganancia de la película». El mismo año, viajó a Argentina para trabajar con Luis Saslavsky en Historia de una mala mujer, una adaptación de la obra El abanico de Lady Windermere de Oscar Wilde.
En 1949, se reunió con Emilio Fernández para intervenir en la película La Malquerida, basada en la novela de Jacinto Benavente. En la historia, personificó a una mujer que se disputa el amor de un hombre con su propia hija (la actriz Columba Domínguez). El hecho de que Domínguez fuera la nueva musa y compañera sentimental de Fernández, generó rumores y controversia de tensiones en el set. En ese mismo año, Dolores conoce en Acapulco al millonario, aventurero y empresario teatral estadounidense Lewis A. Riley. La pareja comenzó un sólido romance.
En 1951, Dolores interpretó a la hipócrita y aristócrata Doña Perfecta, heroína de Benito Pérez Galdós en la cinta homónima dirigida por Alejandro Galindo. Su interpretación fue aclamada por el público y la crítica y le otorgó su segundo Ariel como mejor actriz. Su tercer Ariel lo obtuvo en 1953 por su interpretación de una sobreprotectora y desequilibrada madre en la película El niño y la niebla, de nuevo bajo la dirección de Roberto Gavaldón. En 1954, Dolores incursiona en el cine español con la cinta  Señora ama (basada en otra novela de Benavente). Sin embargo, la cinta fue mutilada por la censura franquista y fue un fracaso en taquilla. En ese mismo año, la Fox contacta a Dolores para interpretar a la esposa de Spencer Tracy en la cinta Broken Lance. Sin embargo, a la actriz le es negado el permiso de trabajo en Estados Unidos acusándola de ser «simpatizante del comunismo internacional». Dolores se convierte así en una de las víctimas del Macartismo. En ese momento Hollywood fungía como una máquina de propaganda anticomunista. En Estados Unidos se le acusó de apoyar a refugiados españoles antifranquistas durante la guerra civil española. Además, su relación con figuras asociadas al comunismo internacional (como Orson Welles, Diego Rivera o Frida Kahlo), no fue bien vista por un sector del gobierno estadounidense. Su lugar en la cinta fue ocupado por la actriz mexicana Katy Jurado.

### 1956-1960: reconciliación con Estados Unidos
Con la finalidad de limpiar su imagen, envío una carta al gobierno de los Estados Unidos, donde apeló a su situación, afirmando ser una mujer católica que solo quiere estar en paz con Dios y con los hombres. Luego de varios esfuerzos, en 1956, Dolores finalmente pudo pisar los Estados Unidos para actuar en un programa para la televisión. Para ayudar a mejorar su imagen, la actriz concedió una entrevista a la columnista de espectáculos Louella Parsons, donde manifestaba su preocupación por la situación de Cuba y su cercanía con México remarcando: Estamos luchando contra el comunismo. En medio de la resolución de su situación política en Estados Unidos, Dolores empezó a escuchar con interés las propuestas teatrales. Dolores pensó que la obra Anastacia de Marcelle Maurette, sería una buena opción para su debut. Para prepararse para esta nueva faceta de su carrera, contrató los servicios de Stella Adler como su entrenador de actuación.  Dolores debutó con éxito en el teatro Falmouth Playhouse en Massachusetts el 6 de julio de 1956 y continuaría con una gira por otros siete teatros a lo largo de Nueva Inglaterra. En 1957 fue seleccionada como vicepresidenta de la jurado del Festival de Cine de Cannes. Fue la primera mujer en formar parte del jurado. En 1957, actuó de nuevo en televisión en el papel de una dama española en la serie de televisión estadounidense Schlitz Playhouse of Stars, con César Romero como coprotagonista.
Dolores y Lewis A. Riley crearon su propia productora teatral llamada Producciones Visuales. El escritor y poeta mexicano Salvador Novo se convirtió en el traductor de todas sus obras teatrales. Dolores debutó en los escenarios mexicanos con El abanico de Lady Windermere. (1958). La obra fue dirigida por el estadounidense Romney Brent y también fue representada con gran éxito en Argentina.
En 1959, el cineasta Ismael Rodríguez logra reunirla, en el filme La cucaracha, con la otra máxima figura femenina del Cine mexicano, María Félix. La reunión de ambas actrices resultó un éxito en las taquillas. Dolores interpreta el rol de una educada mujer del pueblo que le disputa el amor de un hombre a una aguerrida soldadera interpretada por Félix.
En ese mismo año, Dolores finalmente se casa con Lew Riley, después de diez años de relación en una ceremonia privada en Nueva York.

### 1960-1970: regreso a Hollywood, televisión y teatro

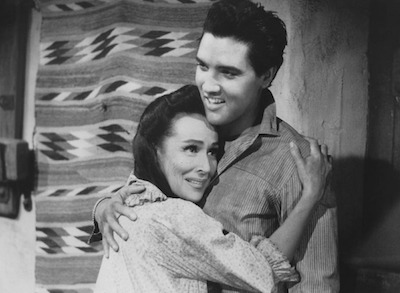
Abrazando a Elvis Presley, en Flaming Star (1960).

En 1960, regresó a Hollywood después de dieciocho años de ausencia. Fue llamada por la Fox para protagonizar junto a Elvis Presley el filme Flaming Star, dirigida por Don Siegel. En la cinta, Dolores interpreta el rol de la madre de Presley.
De regreso en México, Dolores protagoniza el melodrama El pecado de una madre (1961), junto a la actriz y cantante argentina Libertad Lamarque. En 1962, Dolores preparó la producción teatral de Espectros, de Henrik Ibsen, donde interpretó el personaje de Mrs. Alving, una prueba de fuego para cualquier actriz. En su estreno, la actriz recibió una cálida ovación de los espectadores por su interpretación. Lamentablemente, la tragedia tocó su puerta. Su madre murió durante el montaje de esta obra. Su negativa de cancelar funciones debido a su pena, le trajo el respeto y admiración de público, compañeros y críticos.
En 1963, la actriz consiguió los derechos de la obra Mi querido embustero, de Jerome Kilty, basada en la correspondencia entre el escritor George Bernard Shaw y la actriz Patrick Campbell. Dolores interpretó el rol de Campbell e Ignacio López Tarso el de Shaw. La obra fue un gran éxito, y se reestrenó en una breve temporada en 1966.

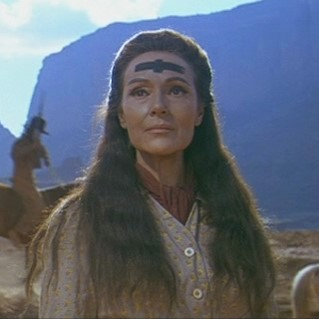
Caracterizada como nativa americana, en Cheyenne Autumn (1964).

En agosto de 1964, Dolores produjo el montaje de La Vidente, de André Roussin. La obra fue elogiada como uno de sus mejores trabajos en el escenario, a pesar de que la temporada duró solo treinta días. En ese mismo año la actriz regresa a Hollywood para actúa en la monumental cinta-testamento de John Ford Cheyenne Autumn, que contó con un reparto multiestelar bajo la producción de la Warner. En la cinta interpretó a la esposa de un jefe indio (interpretado por Gilbert Roland) y madre del joven Sal Mineo.
En 1967 filma Casa de mujeres, su último proyecto fílmico en México. En ese mismo año, Dolores realiza una actuación especial la película italiana C'era una volta, protagonizada por Sofía Loren y Omar Sharif. En el filme, Dolores interpreta el rol de la madre de Sharif.
Dolores también apareció en los programas de televisión The Dinah Shore Chevy Show (1960), la película para televisión The Man Who Bought Paradise (1965), I Spy yBranded (1966). En 1968, Dolores actuó por primera vez en la televisión mexicana en un documental autobiográfico narrado por ella. Su aparición en la televisión mexicana se limitó únicamente a una película documental sobre su vida emitida en 1968.
Luis de Llano Palmer tuvo la intención de llevar Mi querido embustero a la televisión como teleteatro. También Ernesto Alonso se interesó en llevar Doña Perfecta a la televisión como telenovela, dirigida por Fernando Wagner. El mismo productor le ofreció también el papel de Josefa Ortiz de Domínguez en la telenovela histórica Los Caudillos.
En 1970, produjo y protagonizó el teatro La dama de las camelias. El proyecto fue dirigido originalmente por el productor de Broadway José Quintero. Sin embargo, a pesar de haber recibido un salario alto, el productor no se comprometió con el proyecto y constantemente aparecía borracho. Dolores y su esposo decidieron despedirlo y fueron demandados legalmente por el director. El asunto se esclareció en los tribunales y retrasó el estreno de la obra, que fue un gran éxito de taquilla, a pesar de los problemas de producción. Dolores fue aclamada por atreverse a interpretar a una Marguerite Gautier de 65 años de edad. Su última aparición en televisión fue en un episodio de 1970 de Marcus Welby, M.D.

### 1970-1983: filantropía y embajadora cultural
Los compromisos de Dolores con diversas actividades culturales y filantrópicas motivaron su ausencia del cine durante prácticamente toda la década de los setenta.
Dolores del Río fue una de las fundadoras del Festival Internacional Cervantino de Guanajuato, y fue parte de la mesa directiva de la Sociedad Protectora del Tesoro Artístico de México por varios años. Durante muchos años, Dolores también fue una de las principales promotoras de la Reseña Internacional de Cine de Acapulco.
A principios de los años 70, Dolores también inició su labor sindical dentro de la  Asociación Nacional de Actores de México. Fue fundadora del grupo sindical «Rosa Mexicano», creado con el propósito proteger a la niñez y a la mujer artista. El 8 de enero de 1970, Dolores, apoyada por otras actrices mexicanas de renombre, fundaron esta facción, cuyo uno de sus mayores logros fue la creación de la Estancia Infantil  de la ANDA .
La historia de la fundación de este lugar se remonta a un anhelo acariciado por la actriz Fanny Schiller, quien observando la necesidad que tenían las actrices de trabajar y al mismo tiempo educar a sus hijos, pensó en crear una guardería ubicada frente a las oficinas de la ANDA. Al ser creado el grupo «Rosa Mexicano», como un reconocimiento a las mujeres del espectáculo dentro de la política, sus integrantes pensaron en la necesidad de continuar con la idea de Schiller. Dolores del Río era la indicada para encabezar este proyecto debido a su prestigio, diplomacia y carisma.
Dolores fungió como presidente de la Estancia durante varios años, asesorándose en métodos pedagógicos como el Método Montessori y el sistema Summerhill. Dolores del Río fungió como presidente y directora de la Estancia desde su fundación en 1973 y hasta 1981. A la muerte de la actriz,el recinto fue bautizado como Estancia Infantil «Dolores del Río», y al día de hoy funciona a las mil maravillas.
En 1975, la actriz grabó una serie de comerciales para la UNICEF promoviendo una campaña contra la desnutrición infantil. En ese mismo año, Dolores también estuvo a punto de protagonizar la telenovela didáctica Ven amigo, con la cadena Televisa, pero su mala salud la forzó a cancelar el proyecto.
En 1976, del Río fue invitada para fungir como presidenta del jurado del Festival Internacional de Cine de San Sebastián, en España. Allí generó una controversia sobre su postura ante la película mexicana El apando. Cuando el filme se exhibió, del Río súbitamente se levantó de su asiento, disgustada por lo que para ella era una cinta repulsiva, "una porquería de tal magnitud arropada en el lábaro patrio". Ante este escándalo, a la película se le negó la oportunidad de ser galardonada.
En 1978 el cineasta Hall Bartlett invitó a Dolores a interpretar el papel de «La abuela Paquita» en la cinta The Children of Sánchez, una coproducción mexicanoestadounidense filmada en Ciudad de México.
En 1981, Dolores asistió a un homenaje realizado en su honor por el Círculo de Críticos de San Francisco. La ceremonia fue presidida por los cineastas Francis Ford Coppola, Mervyn LeRoy y George Cukor. Esta fue su última aparición pública.
En 1982, la actriz fue galardonada con el Premio George Eastman, otorgado por la George Eastman House por su contribución a la industria del cine.

## Proyectos cancelados
En 1935, Dolores del Río fue candidata para estelarizar dos producciones en Hollywood. La primera fue la cinta Don't Bet on Blondes, siendo reemplazada por la actriz Claire Dodd. La segunda fue la mítica cinta Samson and Delilah, de Cecil B. DeMille, que finalmente fue pospuesta hasta 1949. Dolores interpretaría el personaje de Dalila, que finalmente realizó Hedy Lamarr.
En 1938, el productor Pancho Cabrera pidió a Dolores para la película mexicana La noche de los mayas. Pero las circunstancias económicas no eran favorables para la entrada de Del Río en el cine mexicano.
Orson Welles tenía pensado en repuntar la carrera de Dolores con varios proyectos a principios de los años 1940. Uno de ellos sería la cinta Santa, que marcaría el debut de Dolores en el Cine mexicano. Por desgracia, el elevado salario exigido por Dolores tiró por la borda el proyecto. Welles había preparado otro proyecto para Dolores: la versión fílmica de la novela Road to Santiago de Calder Marshall, que dio a la RKO para ser presupuestado. En la historia, Dolores sería Elena Medina, «la chica más bella del mundo», y Welles sería un americano que se ve envuelto en un enredo para perturbar un complot nazi para derrocar al gobierno mexicano. Welles planeaba filmar en México, pero el gobierno mexicano debía aprobar la historia, y esto nunca sucedió.
Tras el éxito de Bird of Paradise, la RKO intentó reunir de nuevo a Dolores con Joel McCrea en una película llamada Green Mansions. Sin embargo, el proyecto se pospuso y finalmente fue cancelado. Finalmente, en 1958 la película se rodará con Audrey Hepburn y Anthony Perkins en los papeles originalmente destinados a del Río y McCrea.
La muerte de su madre en 1961 la obligó a cancelar la película española Muerte en El otoño, dirigida por Juan Antonio Bardem. Ella también recibió una propuesta de Kirk Douglas para hacer una película sobre la conquista de México También Federico Fellini le ofreció en Italia un proyecto que nunca se materializó.
En 1972, Dolores planeó su regreso al cine con una adaptación fílmica de la novela La carcajada del gato, de Luis Spota. Dolores contactó al cineasta Luis Buñuel, quién no mostró interés en filmarla, pero en su lugar recomendó al entonces joven cineasta Arturo Ripstein. Del Río había seleccionado al actor Ignacio López Tarso para interpretar al personaje estelar masculino, pero Ripstein eligió al actor Claudio Brook en su lugar. Como Ripstein registró el guion, del Río y su equipo de producción perdieron la oportunidad de filmar la cinta, la cual finalmente fue realizada por Ripstein bajo el título de El castillo de la pureza, con la actriz Rita Macedo en el rol que inicialmente realizaría Dolores.

## Vida personal

### Imagen pública y personalidad
| Hollywood necesita una mujer mexicana de la alta sociedad, que pueda haber sido expuesta a la cultura y costumbres extranjeras a través de los viajes, pero que mantiene sus costumbres y las huellas de nuestra tierra mexicana. Y entonces el tipo pintoresco, vulgar, tan perjudicial para nuestra imagen, porque es falso, desaparecerá de forma natural [...] Este es mi objetivo en Hollywood: todos mis esfuerzos se vuelcan en llenar este vacío en el cine [...] Si puedo lograr esto, estaré a la altura de mi ambición artística y tal vez será una pequeña gloria para México.——Dolores comentando acerca de su rol como mujer mexicana en Hollywood |

Dolores fue considerada uno de los prototipos clásicos de la belleza femenina en los años treinta. Cuando la revista de cine estadounidense Photoplay realizó una búsqueda en 1933 para "la figura femenina más perfecta en Hollywood", utilizando los criterios de médicos, artistas y diseñadores como jueces, la "elección unánime" de estos árbitros selectivos de la belleza femenina en los Estados Unidos fue la actriz mexicana Dolores del Río. Larry Carr (autor del libro More Fabulous Faces) decía que la apariencia de Dolores del Río, a principios de los años 30 influyó en todo el mundo, pero especialmente en Hollywood. Las mujeres imitaron su estilo de vestir y maquillaje. Se produce un nuevo tipo de belleza, de la que Dolores del Río, fue la precursora. Supuestamente ella fue la primera mujer que vistió un traje de baño de dos piezas en Hollywood, cuando filmó la película musical Flying Down to Rio. El célebre director de cine Josef von Sternberg, afirmó que estrellas como Dolores, Marlene Dietrich, Carole Lombard y Rita Hayworth, le ayudaron a definir su concepto de «glamur» en Hollywood.
Cuando Dolores del Río regresó a México, cambió radicalmente su imagen. Para ella ya no eran necesarios el aire sofisticado y la elegancia pétrea. Ella se convierte en una mujer de carne y hueso dejando a un lado la figura artística. Por este cambio, ella ganó dignidad y auténtica credibilidad dramática. Ella mostró un retoque en su apariencia, menos adulterada y más natural que la utilizada en la década de los 30. Desde entonces, en los roles de india o blanca, su imagen siempre estuvo acompañado por un aura absolutamente carismática y una carga dramática sin igual.
En Hollywood, Dolores perdió terreno ante la modernidad de los rostros. En México, tuvo la enorme fortuna de que el cineasta Emilio Fernández recalcara los rasgos nacionales, autóctonos. Ella no llega a México como "la estrella Latina de Hollywood", sino que él le transforma el maquillaje, respetando sus rasgos y resalta su indigenismo, volviéndola una mujer muy atractiva.
La misma Dolores definió el cambio que sufrió su apariencia en su país natal: «Me quité pieles y diamantes, zapatos de raso y collares de perlas; todo lo canjeé por el rebozo y los pies descalzos».

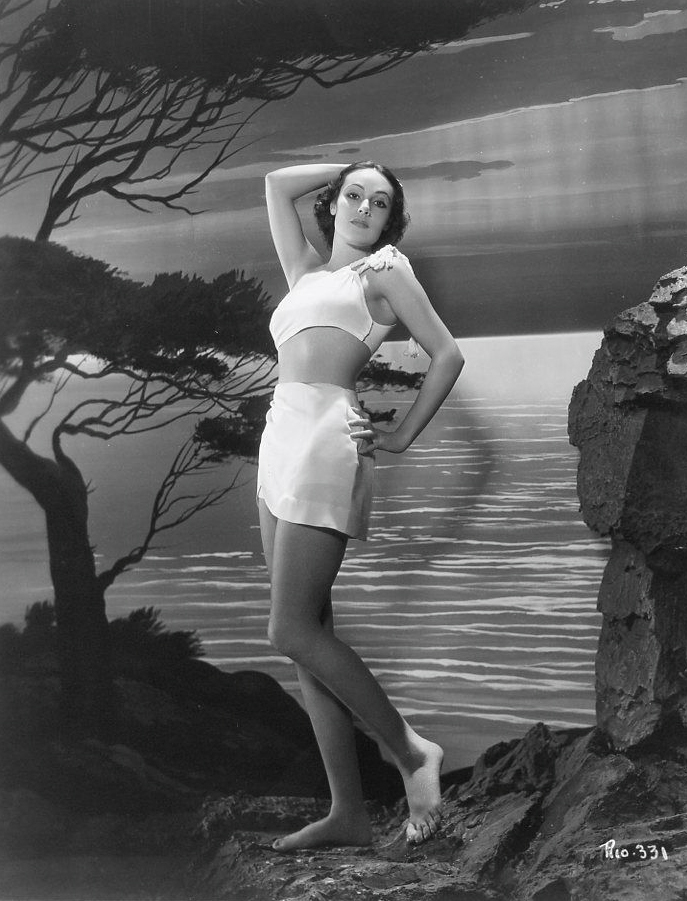
Posando en una fotografía publicitaria para In Caliente (1935). Dicha cinta la convirtió en una de las primeras mujeres populares de su tiempo y en Hollywood, en vestir un bañador de dos piezas. Esto también le valió el ser considerada como una pionera del bikini.

Joan Crawford declaró en una visita a México en 1963:
«Dolores llegó a ser, y se conserva, como una de las estrellas más hermosas del mundo.»
Marlene Dietrich:
«Dolores del Río es la mujer más bella que ha puesto un pie en Hollywood.»
El novelista británico George Bernard Shaw una vez dijo:
«Las dos cosas más hermosas del mundo son el Taj Mahal y Dolores del Río.»
En 1978, el crítico de cine Kevin Thomas, de Los Angeles Times mencionó:
«Dolores del Río: Una de las bellezas reinantes del siglo XX.»
Dijo una vez la modista Elsa Schiaparelli:
"¡He visto a muchas mujeres bellas entrar aquí, pero ninguna tan completa como Dolores del Río!".
Diego Rivera:
La más bella, la más hermosa del oeste, del este, del norte y del sur. Estoy enamorado de ella al igual que cuarenta millones de mexicanos y ciento veinte millones de estadounidenses que no pueden estar equivocados.
El fotógrafo estadounidense Jerome Zerbe decía:
 Dolores del Río y Marlene Dietrich son las mujeres más bellas a las que he fotografiado. 
El famosos modisto de Hollywood Orry-Kelly  recordó la primera vez que vistió a Dolores:
 Le metí el cuerpo desnudo en un jersey. Ella no quería ningún detalle que estropeara la línea. Cuando terminé de drapearla, se convirtió en una diosa griega mientras caminaba cerca del espejo y decía: "Es hermoso." Acercándose al espejo, ella dijo en un susurro: "Jesús, soy hermosa." ¿Narcisista? Probablemente sí, pero tenía razón. Se veía hermosa. 
El escritor mexicano Carlos Fuentes definió su rostro:
Los huesos faciales más perfectos del mestizaje Indo-Mediterráneo.
El escritor alemán Erich Maria Remarque comparaba su belleza con la de Greta Garbo, y decía que una mujer perfecta sería una fusión entre ambas actrices.
En sus últimos años el actor Vincent Price solía firmar sus autógrafos como "Dolores del Río". Cuando se le preguntaba el porqué, el actor respondía con toda seriedad: "Le prometí a Dolores en su lecho de muerte que no iba a permitir que la olvidaran".
Algunos rumores decían que su dieta consistía de pétalos de orquídeas y que dormía 16 horas al día. La misma Dolores se reía de esas afirmaciones y decía: Nadie puede vivir comiendo solo pétalos de flores. Además, soy una mujer con múltiples ocupaciones. ¿Cómo voy a dormir tanto tiempo, si el día solo tiene 24 horas?.
El diseñador de modas Jean Patou diseñó un vestido inspirado en ella llamado Dolores. En 1995, el diseñador de modas John Galliano, se inspiró en la vida de Dolores para su colección de otoño / invierno 1995-1996 Dolores. En 1952 ella fue galardonada con el Neiman Marcus Fashion Award, y fue llamada «la mujer mejor vestida de América».

### Matrimonios y relaciones amorosas
El 11 de abril de 1921, Dolores se casó con Jaime Martínez del Río, aristócrata mexicano perteneciente a una familia de alto linaje y varios años mayor que ella. El matrimonio llegó a su fin en 1928. Las diferencias entre la pareja surgieron tras instalarse en Hollywood. En la Ciudad de México, Dolores había sido la esposa de Jaime Martínez del Río, pero en Hollywood Jaime se convirtió en esposo de Dolores del Río, la sombra de una estrella de cine. La situación era intolerable para los dos. A este trauma se añadió un aborto involuntario, posteriormente los médicos aconsejaron a Dolores no tener hijos. Después de una breve separación, Dolores presentó una demanda de divorcio. Seis meses después, recibió la noticia de que Jaime había muerto en Alemania por envenenamiento de la sangre. Sin embargo, algunos rumores afirmaron un posible suicidio. Dicho por ella, ambos se reencontraron en París y ahí decidieron quedar en términos de amistad. Después de que Jaime fuese hospitalizado en España en septiembre de 1928, por envenenamiento en la sangre, varios estudios que se le hicieron arrojaron que tenía un tumor en el cerebro, el cual le provocaría la muerte el 7 de diciembre de ese año. De acuerdo a su hermano, Jaime murió amando profundamente a Dolores del Río, y su nombre fue el último que pronunció antes de fallecer.
De 1930 a 1940 Dolores estuvo casada con el director de Arte de la MGM, Cedric Gibbons, uno de los hombres más influyentes y mejor relacionados de la industria de Hollywood. Fue él, quien contribuyó al acercamiento de Dolores con los círculos sociales más prestigiados dentro y fuera de la meca del Cine. Dolores y Gibbons fueron una de las parejas más famosas de Hollywood a principios de los años treinta. Organizaban «Sunday brunches» (almuerzos dominicales) en su casa de estilo Art déco ubicada en la avenida Kingman 757 en Pacific Palisades. Gibbons diseño los interiores de la casa.  Pero a fines de los años treinta los continuos compromisos de Gibbons en su profesión provocaron un distanciamiento entre la pareja. En 1940 Dolores conoce y se enamora de Orson Welles, lo que sumado a la crisis que vivía la pareja, llevó a la actriz a solicitar el divorcio, mismo que se concretó en 1940.
En 1949, Dolores conoció al millonario, aventurero y empresario teatral estadounidense Lewis A. Riley en Acapulco. Riley fue conocido en el medio del cine hollywoodense en los años cuarenta por haber sido miembro del Hollywood Canteen, una organización creada entre las estrellas del cine para brindar apoyo a los damnificados en la Segunda Guerra Mundial. En esa época Riley vivió un tórrido romance con Bette Davis, quién fungía como imagen de la organización. Riley se instaló con su hermano en Acapulco a fines de la década de los 1940, y de alguna manera, fue figura crucial para el auge que vivió el puerto a inicios de la siguiente década. Después de diez años juntos, Dolores y Riley se casaron en Nueva York en 1959. Dolores se mantuvo unida a Riley hasta el final de su vida. Ambos vivieron en la casa propiedad de Dolores, conocida como La Escondida, ubicada en el barrio de Coyoacán, al sur de la Ciudad de México. Tanto La Escondida, como la casa de Dolores en Acapulco, se convirtieron en punto de encuentro de muchas figuras del espectáculo, la sociedad, la política, el arte e incluso de la nobleza internacional.
En diversos momentos de su vida, Dolores también fue relacionada románticamente con diversas figuras como el director de cine estadounidense John Farrow, el actor Errol Flynn, el escritor alemán Erich Maria Remarque, el playboy dominicano Porfirio Rubirosa, el productor de cine mexicano Archibaldo Burns, y los actores mexicanos Tito Junco y Fernando Casanova.

### Orson Welles

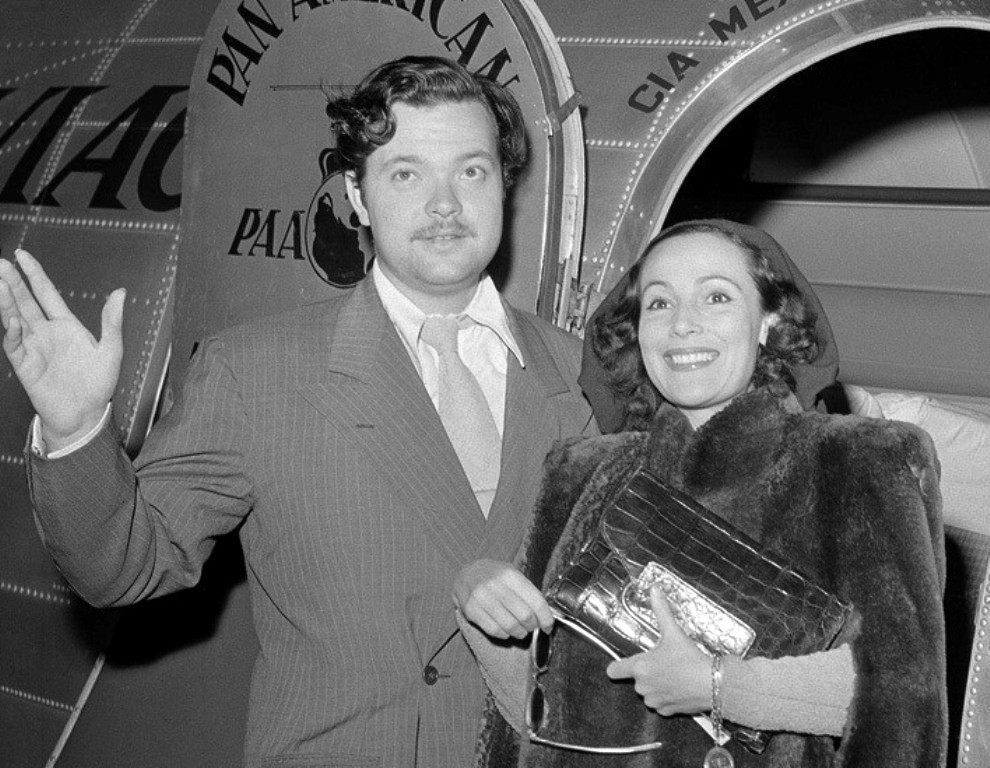
Junto a Orson Welles, en 1941.

Dolores conoció al actor y cineasta Orson Welles en una fiesta organizada por Darryl F. Zanuck. La pareja sintió una atracción mutua y comenzó una relación discreta. Welles estuvo enamorado de ella desde la adolescencia. Welles declaró: “Ella me cambió la vida”. Su relación se mantuvo en secreto hasta 1941, cuando Dolores solicitó el divorcio de Cedric Gibbons. Aparecieron juntos abiertamente en Nueva York mientras Welles dirigía la producción teatral de Mercury Native Son. Actuaron juntos en la película Journey into Fear (1943). Dolores solicitó el divorcio y se lanzó al mundo caótico de Welles, considerando su intelecto "superior a ninguno, incluso a Shakespeare". Welles fue igualmente elogioso: “Ella vive con tanta gracia. Todos a su alrededor la aman. Ella es la única mujer con la que puedes estar y no sentir la necesidad de conversar. Sin embargo, tiene la mente llena de palabras cuando quiere”. A lo largo de la filmación de Citizen Kane, Dolores estuvo a menudo al lado del difícil Welles, calmándolo cuando golpeaba su cabeza contra la pared y lidiando con su insomnio mientras abusaba de los ansiolíticos.
Su relación con Welles terminó después de cuatro años en gran parte debido a sus infidelidades. Welles, involucrado en la filmación del carnaval de Río de Janeiro, se comportó de manera promiscua y la noticia no tardó en llegar a Estados Unidos. Ofendida e indignada, Dolores decidió terminar su relación con Welles a través de un telegrama que él nunca contestó. Welles casó después con Rita Hayworth, a quien la prensa llamaba "La Nueva Dolores del Río de Hollywood".
Pero Welles nunca la superó por completo, y de vez en cuando iba a México en intentos generalmente infructuosos para verla, o enviaba a sus hijos, a quienes ella sí recibía. Rebecca Welles, la hija de Welles y Hayworth, expresó su deseo de viajar a México para conocer a Dolores en su cumpleaños número 18. En 1954, Dolores la recibió en su casa de Acapulco. Tras su encuentro, Rebecca dijo: "Mi padre consideraba a Dolores el gran amor de su vida. Ella es una leyenda viva en la historia de mi familia". Según Rebecca, hasta el final de su vida, Welles sintió por Dolores una especie de obsesión. Dolores conservó durante el resto de su vida una tarjeta con dos hermosos ojos rasgados (fácilmente identificables como los de Dolores) y un dibujo de una paloma a lo largo de un estandarte con la palabra "siempre" inscrito y firmado "Orson".

## Muerte

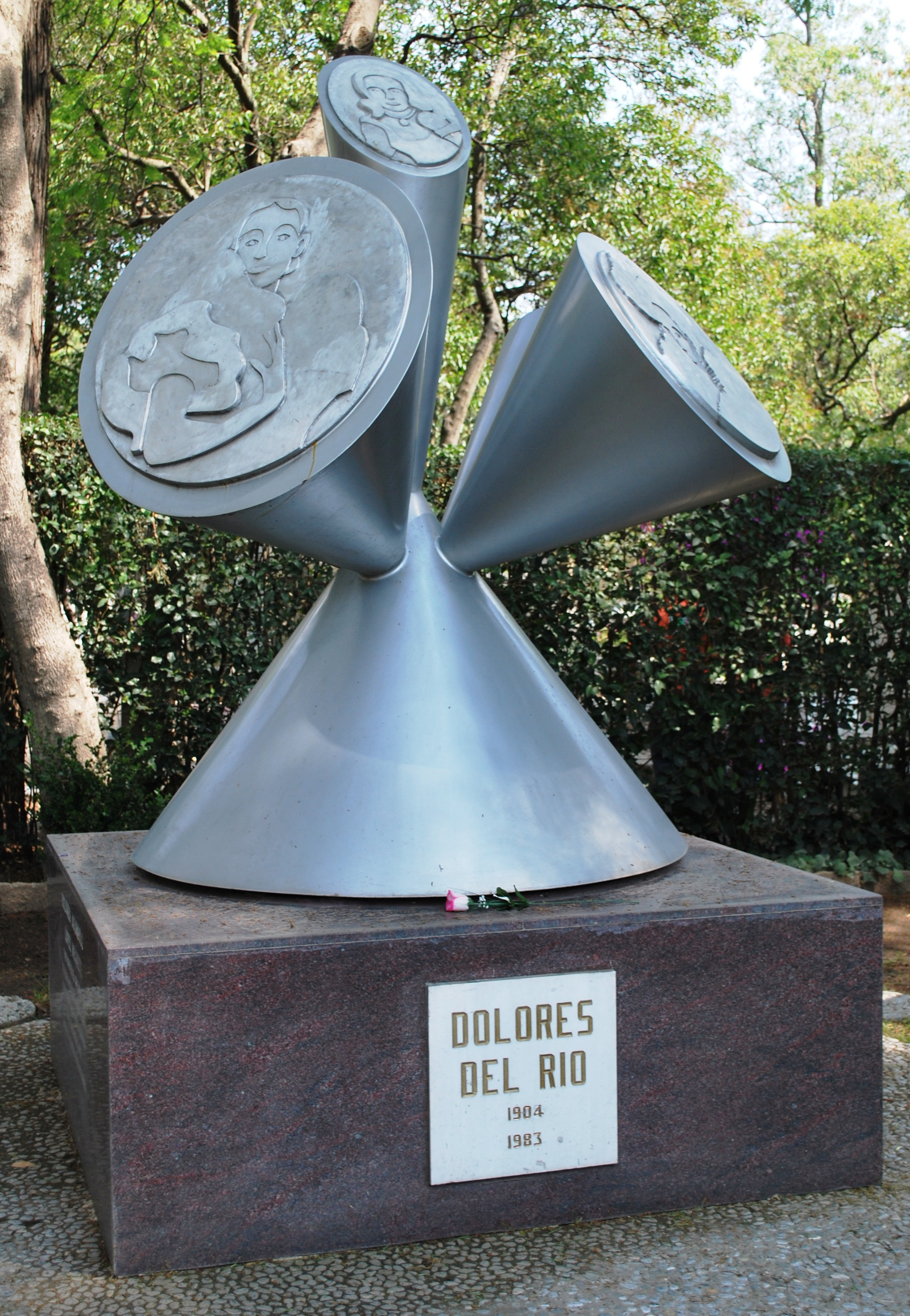
Tumba de Del Río, fotografiada en 2009. Se encuentra ubicada en el Panteón Civil de Dolores, en Ciudad de México.

En 1978, fue diagnosticada con osteomielitis, y en 1981, con hepatitis B después de haber recibido una inyección de vitaminas contaminada. También sufría de artritis. El 11 de abril de 1983, Del Río falleció a los 78 años de edad en Newport Beach, California, a causa de insuficiencia hepática. Su cuerpo fue cremado y sus cenizas fueron repatriadas a México.
Sus restos fueron inicialmente sepultados en un mausoleo dentro del Panteón Francés de San Joaquín, pero en 2006, fueron exhumados y recolocados en una tumba diseñada para ella en la Rotonda de las Personas Ilustres, localizada dentro del Panteón Civil de Dolores, en Ciudad de México, esto como reconocimiento por su contribución cultural a México.

## Legado

### Retrospectiva en el cine de Estados Unidos
Dolores del Río perdura siendo considerada como la primera actriz hispanoamericana en tener verdadero éxito dentro de la industria cinematográfica de Estados Unidos, específicamente de Hollywood.

### Literatura
Carlos Monsiváis y Jorge Ayala Blanco le hicieron un libro-homenaje con motivo del Festival de Cine Iberoamericano de Huelva, en 1983. El libro contiene un ensayo de Monsiváis titulado Responsabilidades de un rostro. Vicente Leñero también le hace un homenaje en el libro Señora.

### Pinturas y obras basadas en su imagen
El rostro de Dolores del Río fue objeto de veneración para varios artistas que plasmaron su imagen en sus lienzos. 
En 1916, cuando Dolores tenía once años de edad, fue retratada por primera vez por Alfredo Ramos Martínez, un pintor muy popular entre la alta sociedad mexicana. 
En los años veinte, fue retratada por los pintores mexicanos Roberto Montenegro y Ángel Zárraga. 
En 1938, fue pintada por su amigo cercano, el artista mexicano Diego Rivera. El retrato fue realizado en Nueva York, y se convirtió en uno de los favoritos de Dolores. Rivera también capturó su imagen en algunas de sus pinturas y murales, destacando La vendedora de flores, La pollera y La Creación. En este último mural, ubicado en el Colegio de San Ildefonso, en Ciudad de México, la actriz representa a La Justicia.
En 1941, fue retratada por el muralista mexicano José Clemente Orozco. El retrato fue realizado a petición de Orson Welles. Desafortunadamente, cuando el artista pintó el retrato ya estaba perdiendo la vista. Dolores expresó: «¡Él pintó su tragedia en mi rostro!.» Aunque el retrato no fue del agrado de la actriz, tuvo un lugar muy importante en su casa, «La Escondida», en México. Otros artistas que grabaron su imagen en sus pinturas fueron Miguel Covarrubias, Rosa Rolanda, Antonieta Figueroa, Frances Gauner Goshman, Adolfo Best Maugard y John Carroll. 
En 1958, el escultor Francisco Zúñiga esculpió en barro un busto en su honor.
En su testamento, Dolores del Río estipuló que todas sus obras fueron donadas al Instituto Nacional de Bellas Artes de México, para su exhibición en varios museos en Ciudad de México, incluyendo el Museo Nacional de Arte, el Museo de Arte Carrillo Gil y el Museo Casa Estudio Diego Rivera y Frida Kahlo. En 2010, un archivo de fotográfico de 55 imágenes inéditas suyas, fueron entregadas al Centro de Estudios de Historia de México Carso por Lewis Riley.

### Estatuas y monumentos
Dolores del Río fue la modelo de la estatua de Evangeline, la heroína romántica de Longfellow, ubicada en St. Martinville, Luisiana. La estatua fue donada por Dolores, quien interpretó a Evangeline en una cinta de 1929.
Su imagen fue plasmada en el monumento Hollywood and LaBrea Gateway, diseñado por Catherine Hardwicke y localizado en Hollywood-La Brea Boulevard, en Los Ángeles, construido en honor a las multiétnicas actrices del cine junto a Mae West, Dorothy Dandridge y Anna May Wong.
En su natal Victoria de Durango, se halla una estatua en su honor colocada cerca del Centro histórico de Durango, en una sección llamada «paseo de las estrellas».
Dolores también posee una estatua en la Ciudad de México, ubicada en la segunda sección del Bosque de Chapultepec. Además, su memoria igualmente es venerada con dos bustos: uno ubicado en una sección del Parque Hundido llamada «plaza Dolores del Río», y el otro en la estancia infantil que lleva su nombre.

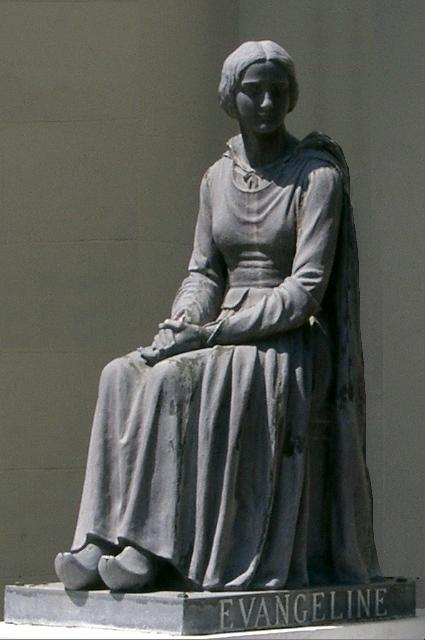
Evangeline, en St. Martinville, Luisiana, 2007.
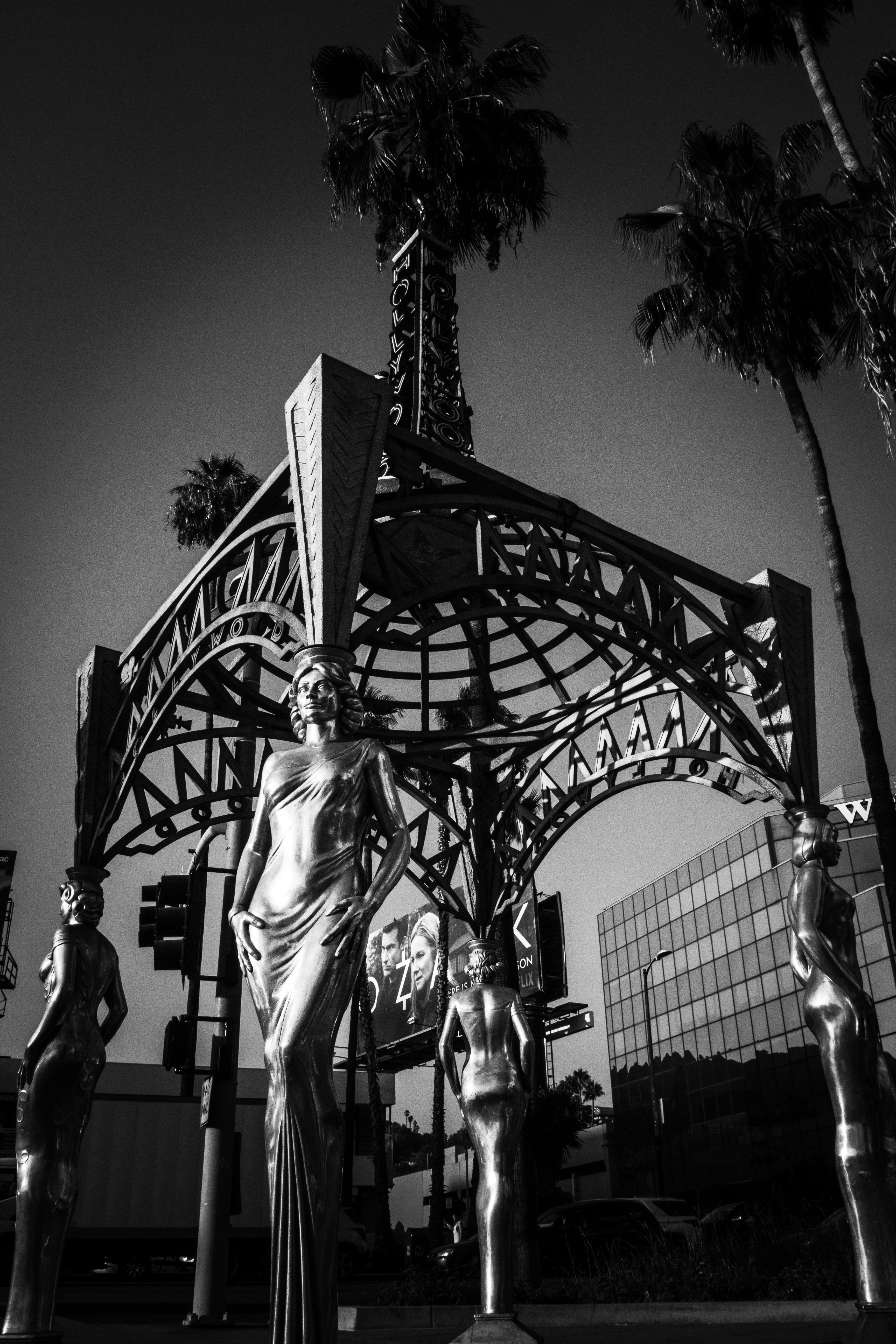
Hollywood and La Brea Gateway, en Hollywood Boulevard, 2018.
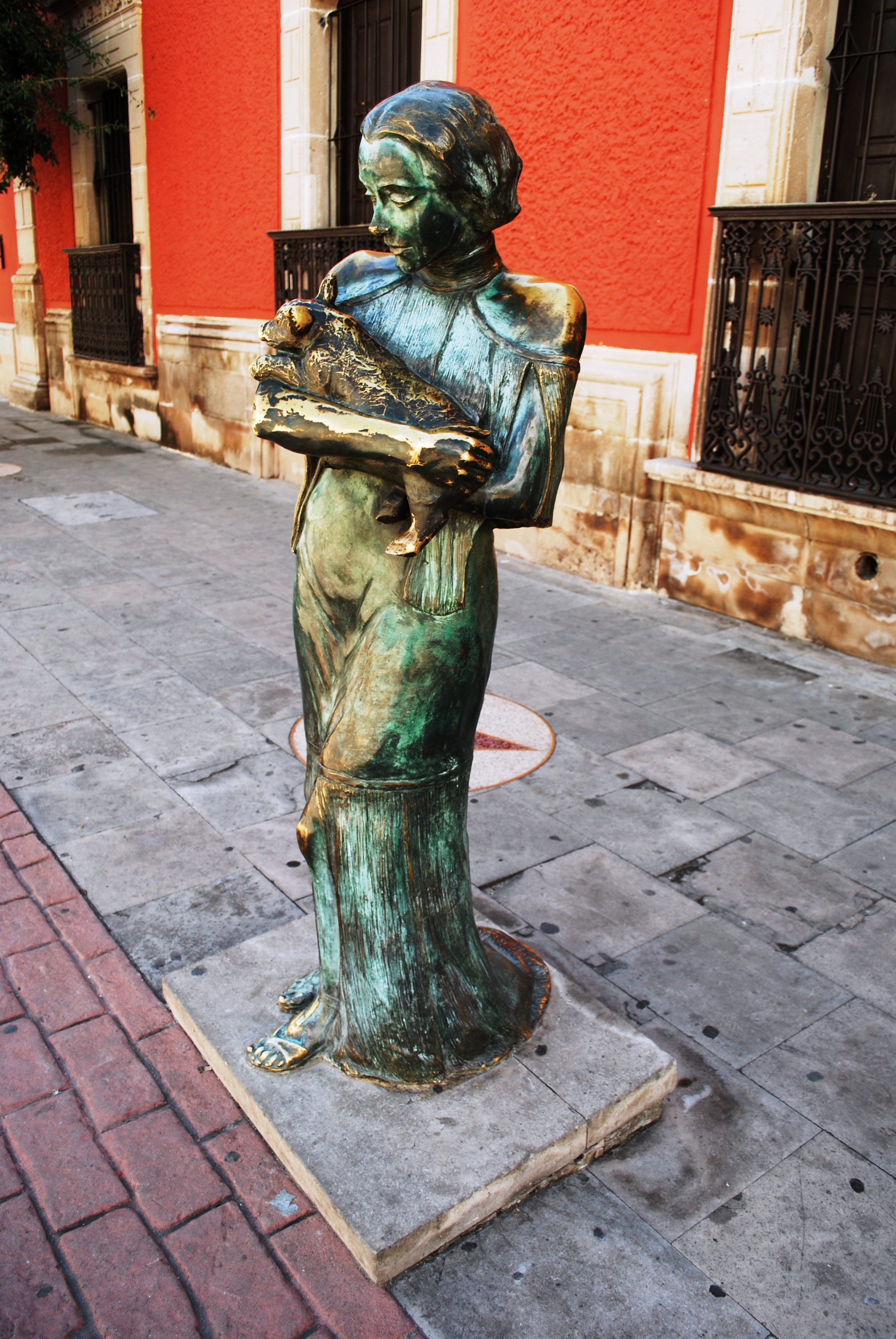
Estatua en el paseo de las estrellas del Centro histórico de Durango, 2018.
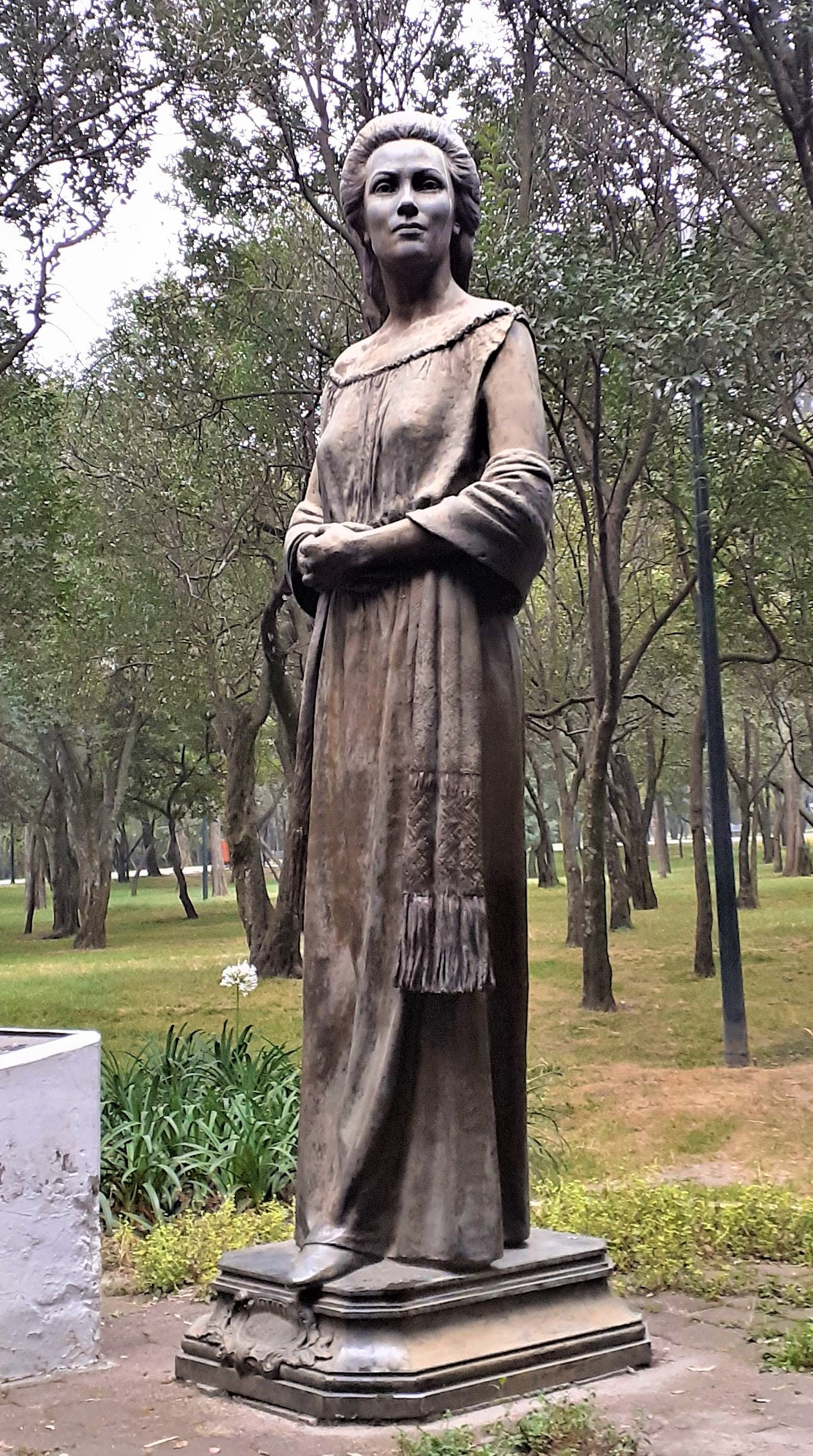
Estatua en la segunda sección del Bosque de Chapultepec, 2019.
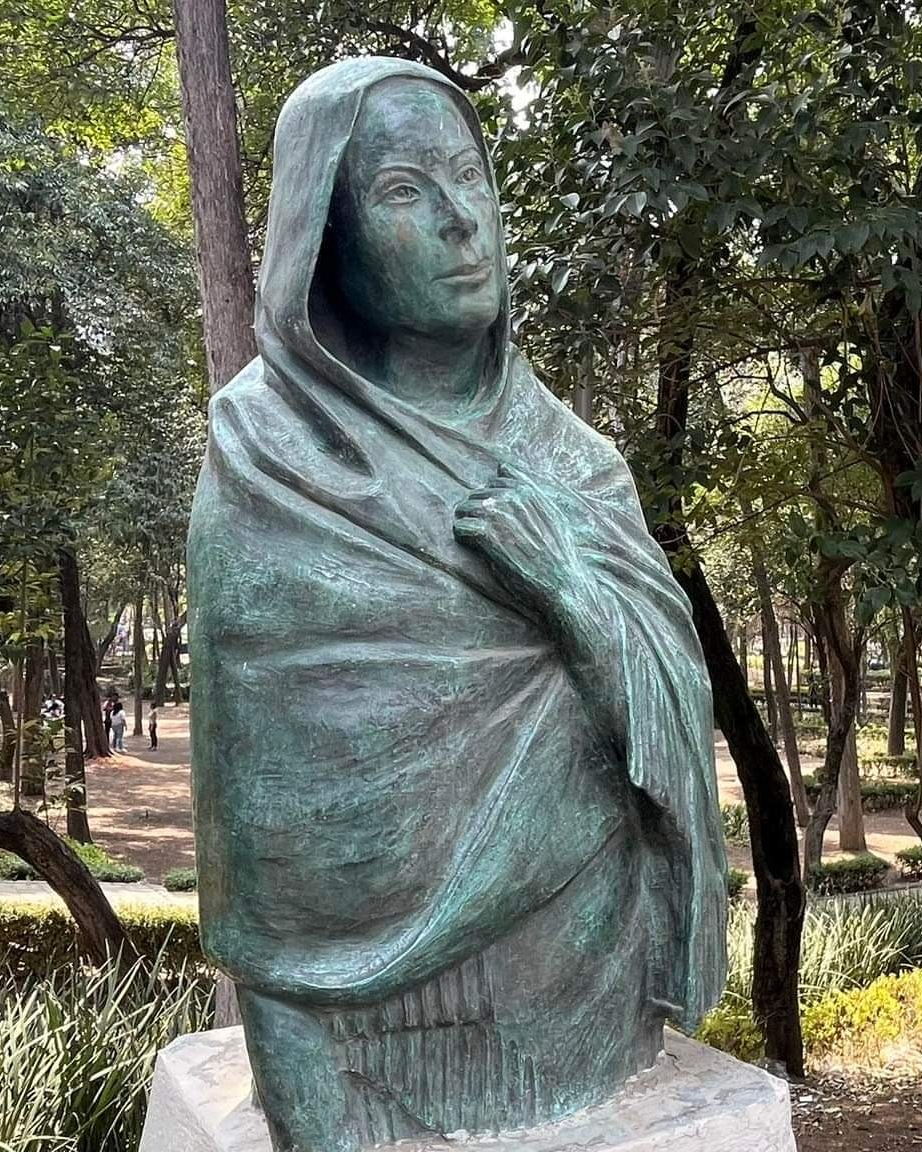
Busto, en Parque Hundido, 2023.

### Personificaciones y tributos
Una de las avenidas más importantes de su natal Durango, el Boulevard Dolores del Río, fue nombrado en su honor. Posee un mural en el lado este de la Hudson Avenue, al norte del Hollywood Boulevard, en Los Ángeles, pintado por Alfredo de Batuc, un artista mexicanoestadounidense.
En 1982, Del Río y María Félix fueron parodiadas en la obra de Carlos Fuentes Orquídeas a la luz de la luna: Comedia Mexicana, que se presentó en España y en la Universidad de Harvard. Es una de las celebridades que aparecen a través de fotografías en la cinta Zelig, de Woody Allen (1983).
Es una de las artistas plasmadas en el mural «Portrait of Hollywood», diseñado en 2002 por el artista Eloy Torrez en la Hollywood High School.
Fue interpretada por la actriz Lucy Cohu en el  telefilme RKO 281, de 1999.
Desde septiembre de 2009 a enero de 2010, fue homenajeada en el Museo Soumaya de la Ciudad de México, con una de las recopilaciones más completas de la fotografía de su carrera. 
En 2015, el American Film Institute eligió a Dolores como la imagen del AFI Festival de ese año. El rostro de la actriz mexicana engalanó invitaciones, publicidad y espectaculares por toda la ciudad de Los Ángeles, California.
El 3 de agosto de 2017, en el 113 aniversario de su nacimiento, Google homenajeó a Dolores dedicándole un Google Doodle.
En 2022, fue interpretada por la actriz Elsa Ortiz en la serie de televisión por internet María Félix: La Doña, lanzada en la plataforma Vix.

## Premios

### Paseo de la fama de Hollywood

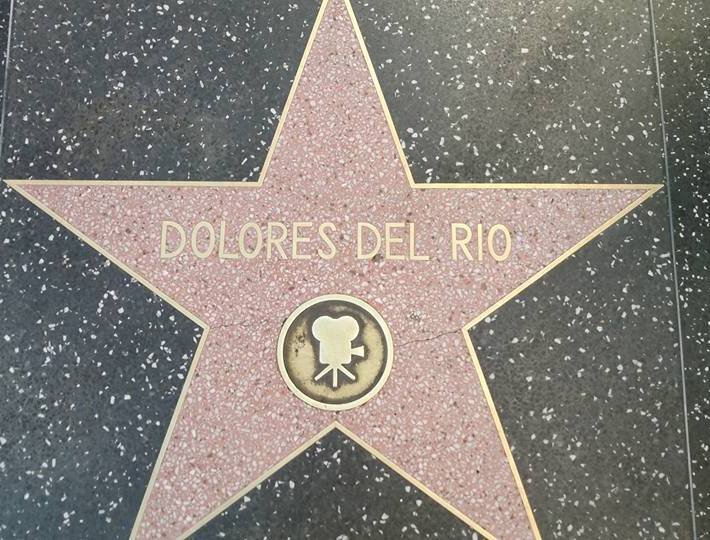
Estrella en el paseo de la fama de Hollywood.

Por sus contribuciones a la industria cinematográfica, el 8 de febrero de 1960, se le otorgó una estrella en el paseo de la fama de Hollywood, localizada en el 1630 de Vine Street.

### Premios Ariel
| Año  | Categoría    | Trabajo nominado      | Resultado | Ref.    |
| ---- | ------------ | --------------------- | --------- | ------- |
| 1946 | Mejor actriz | Las abandonadas       | Ganadora  |         |
| 1952 | Mejor actriz | Doña Perfecta         | Ganadora  |         |
| 1954 | Mejor actriz | El niño y la niebla   | Ganadora  |         |
| 1975 | Ariel de Oro | Trayectoria artística | Ganadora  | [ 194 ] |

### Otros
- 1926 - Premio WAMPAS Baby Stars como una de las mejores actrices debutantes del año por la Asociación de Productores de Películas de la América Occidental (1926).
- 1943 - Premio del Instituto de Artes y Ciencias Cinematográficas de México como Mejor Actriz por Flor Silvestre (1943).
- 1957 - Medalla al Mérito Artístico de la Asociación Nacional de Actores (A.N.D.A.), por su destacada labor escénica en el extranjero.
- 1965 - Premio Sarape de la Asociación de Periodistas Cinematográficos de México (PECIME) durante la conmemoración del 50 Aniversario del Cine Sonoro en México.
- 1967 - Premio de la Organización de Estados Americanos por su contribución cultural a los pueblos de América.

## Filmografía
Selecta:
- Joanna (1925)
- What Price Glory? (1926)
- Resurrection (1927)
- The Loves of Carmen (1927)
- Ramona (1928)
- Evangeline (1929)
- Bird of Paradise (1932)
- Flying Down to Rio (1933)
- Wonder Bar (1934)
- Madame Du Barry (1934)
- In Caliente (1935)
- Devil's Playground (1937)
- Journey Into Fear (1943)
- Flor silvestre (1943)
- María Candelaria (1943)
- Las abandonadas (1944)
- Bugambilia (1944)
- La Otra (1946)
- The Fugitive (1947)
- La malquerida (1949)
- Doña Perfecta (1951)
- El niño y la niebla (1953)
- La cucaracha (1959)
- Flaming Star (1960)
- Cheyenne Autumn (1964)
- C'era una volta (1967)
- Los hijos de Sánchez (1978)

Papeles teatrales selectos:
- Anastacia (1956)

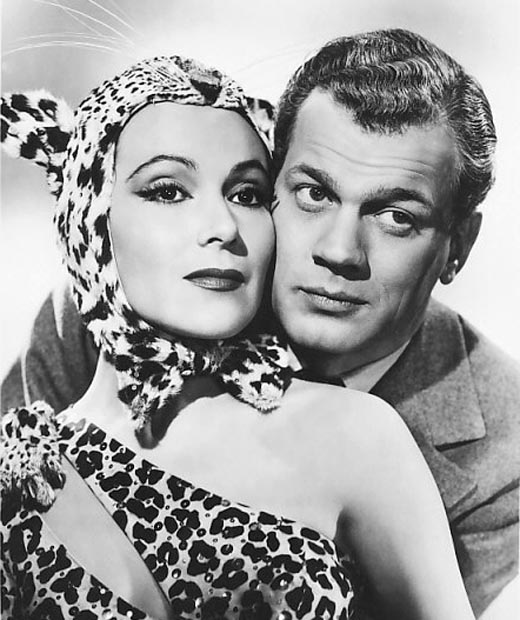
Vestida con un traje de que simula a un guepardo junto a Joseph Cotten, en Journey into Fear (1942).

- El abanico de Lady Windermere (1958)
- The Road to Rome (1959)
- Espectros (1962)
- Dear Liar: A Comedy of Letters (1963)
- La dama de las camelias (1968)